# Samtgemeinde Artland
Samtgemeinde Artland is een Samtgemeinde in het Landkreis Osnabrück, in de Duitse deelstaat Nedersaksen. De Samtgemeinde heeft een oppervlakte van 189,32 km en een inwoneraantal van 23.299 (gegevens 31 december 2006). De Samtgemeinde heeft de status van selbständige Gemeinde binnen het Landkreis. Het bestuur zetelt in Quakenbrück.

## Deelnemende gemeenten
- Badbergen; 4.600 inwoners per 31 december 2014.

Onder de (deel)gemeente Badbergen ressorteren naast de hoofdplaats Badbergen negen dorpen en gehuchten, te weten:
- - Grönloh, Groß Mimmelage, Grothe, Langen, Lechterke, Vehs, Wehdel, Wohld en Wulften. Op Wohld na waren deze plaatsjes tot 1972 nog zelfstandige gemeentes.
- Menslage; 2.449 inwoners per 31 december 2014.

Onder de (deel)gemeente Menslage ressorteren naast de hoofdplaats Menslage elf gehuchten, te weten:
- - Andorf, Borg, Bottorf, Hahlen, Hahnenmoor, Herbergen, Klein Mimmelage, Renslage, Schandorf, Wasserhausen en Wierup.
- Nortrup, bestaande uit Nortrup en Suttrup; 2.962 inwoners per 31 december 2014.
- de stad Quakenbrück; 12.621 inwoners  per 31 december 2014

Gemeentewapen Badbergen
Gemeentewapen Menslage
Gemeentewapen Nortrup
Stadswapen Quakenbrück

## Ligging, verkeer, vervoer

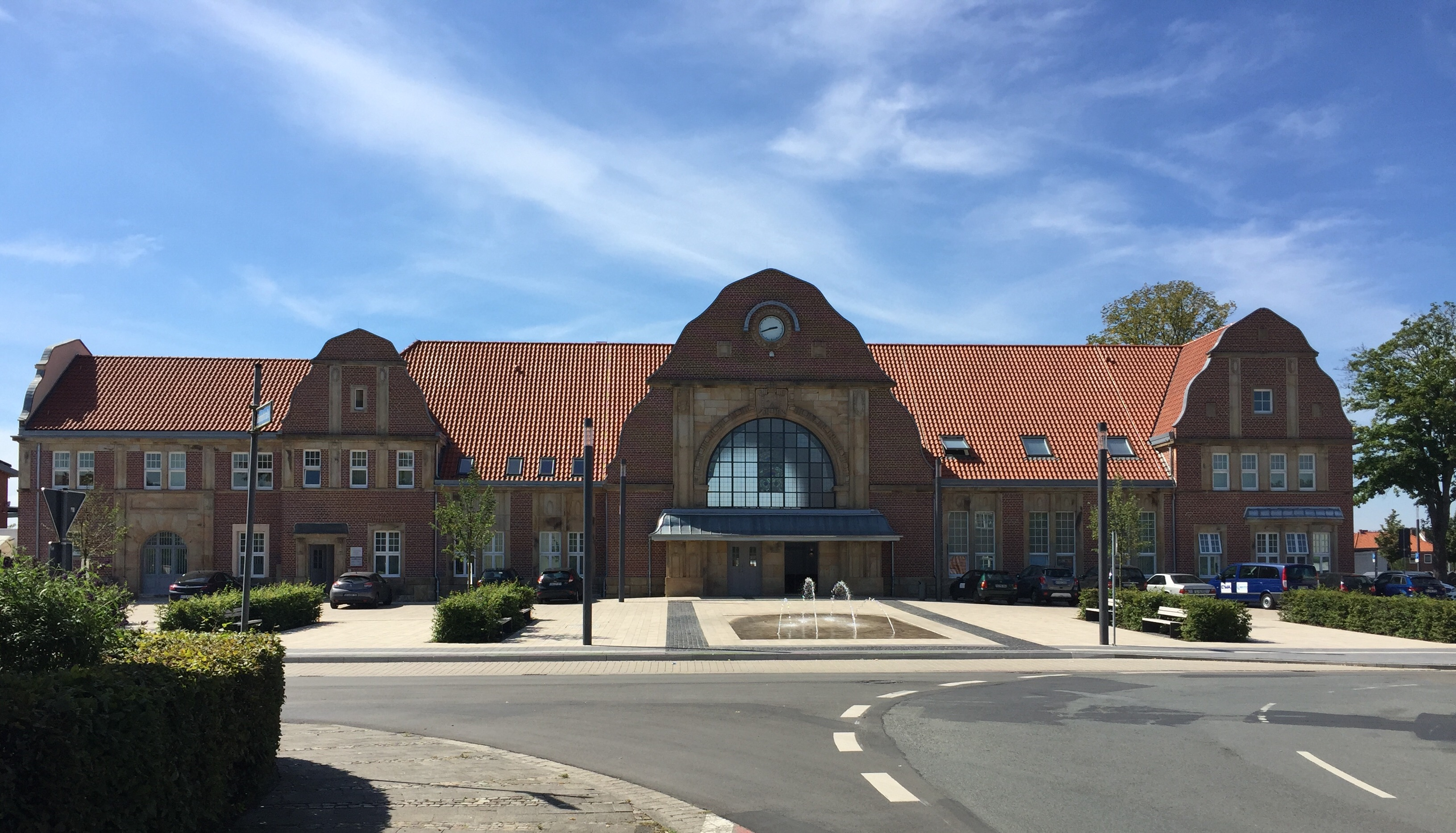
Station Quakenbrück

De gemeente ligt circa 50 km ten noorden van de stad Osnabrück en bijna 30 km ten westen van Vechta.
De dichtstbijzijnde autosnelweg is de noord-zuid verlopende A1 Bremen – Osnabrück, afrit 65 Dinklage of 66 Holdorf, vanwaar het naar Badbergen 11 km en naar Quakenbrück 16 km is. De Bundesstraße B68 Cloppenburg – Osnabrück loopt door Quakenbrück (22 km ten zuiden van Cloppenburg) en met een rondweg om Badbergen heen (5 km zuidelijker). Menslage ligt circa 8 km ten westen van Quakenbrück. Nortrup ligt circa 8 km ten westen van Badbergen.
Quakenbrück heeft een stoptreinstation aan de spoorlijn van Oldenburg naar Osnabrück. Ook Badbergen had vroeger een stationnetje aan deze lijn. De spoorverbinding van Quakenbrück naar Rheine is opgeheven, en de rails zijn op veel plaatsen verwijderd om voor fietspaden plaats te maken.

## Demografie

Bevolkingsontwikkeling in Samtgemeinde Artland, 1987-2011

## Economie
De gemeente is een centrum voor de voedingsmiddelenindustrie. Verder is vooral in Quakenbrück het toerisme van belang. Op diverse bedrijventerreinen in de gemeente is verder enig midden- en kleinbedrijf gevestigd.
Te Quakenbrück is het Duits Instituut voor Levensmiddelentechnologie (DIL) gevestigd. Daarnaast is het zetel van een fabriek van gelatine en aanverwante producten, een fabriek van verpakkingsmiddelen en een filiaal van een groot Oostenrijks aannemersconcern, waar pijpleidingen worden gefabriceerd; en een filiaal van een Amerikaanse fabriek van autostoelen.
In Nortrup is gevestigd Kemper Wurstwaren, een worstfabriek, onderdeel van het concern The Family Butchers.
In Badbergen is gevestigd Artland Convenience, een slachterij en verwerker van orgaanvlees, sinds 2017 een onderdeel van het grote Duitse vleesproductenconcern Tönnies Holding.
Binnen de dienstensector valt op, dat Quakenbrück enig hoger beroepsonderwijs bezit. Er zijn onder andere vakopleidingen voor de beroepen van verpleegkundige, fysiotherapeut en podoloog.

## Geschiedenis

### Het begrip Artland

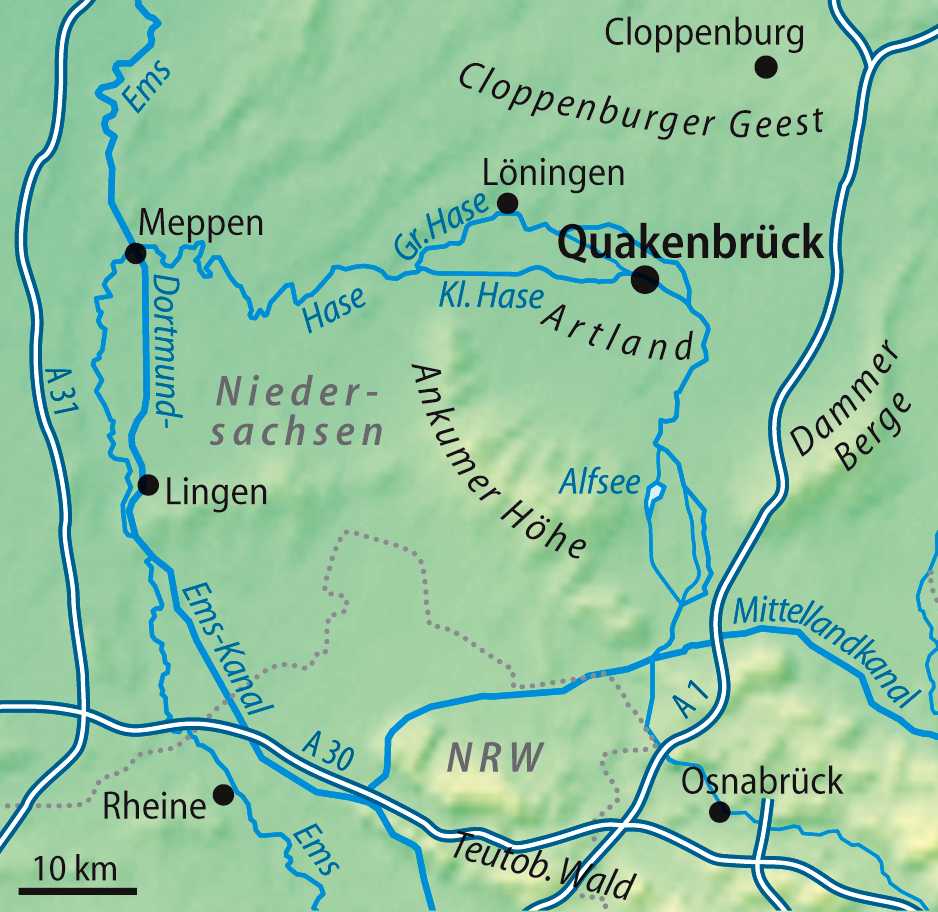
Situering van de historische streek Artland
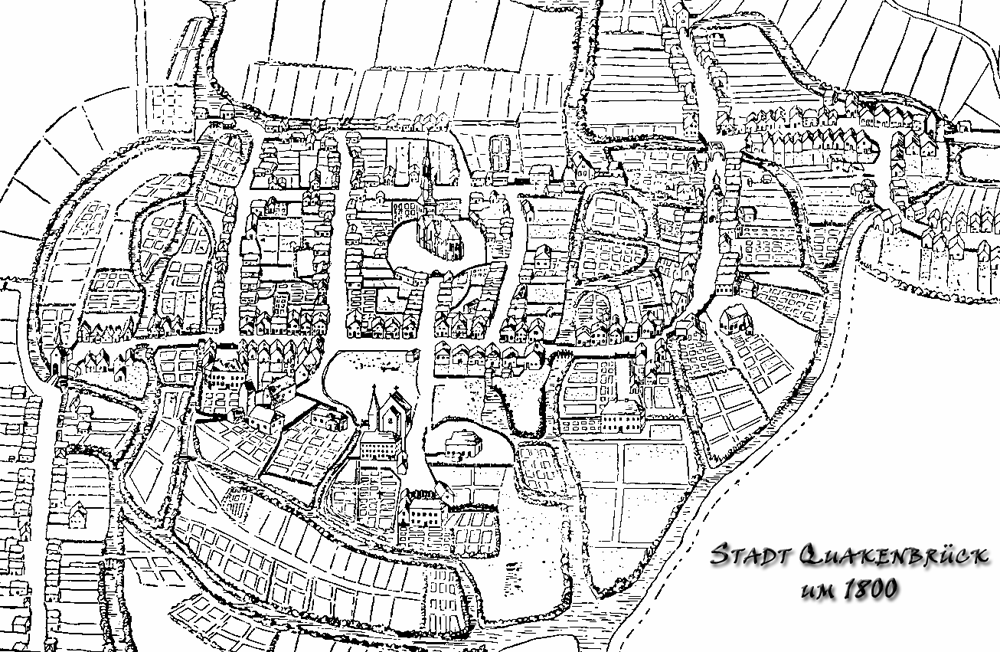
Quakenbrück, rond 1800

De naam Artland, die mogelijk afgeleid is van een zeer oud woord voor: landbewerking, en voor landbouw geschikt land zou betekenen, wordt in 1309 voor het eerst in een document vermeld. Het gebied omvat, volgens de meest geaccepteerde definitie, ongeveer de Samtgemeinde Artland exclusief Nortrup, de gemeente Gehrde en volgens sommigen ook het grootste deel van de gemeente Ankum.
De rivier de Hase vormde in het Pleistoceen na de laatste ijstijd een tientallen meters diepe, uitgestrekte binnenzee, begrensd door de stuwwallen Ankumer Berge en Dammer Berge. Geleidelijk liep deze vol sediment en verlandde. De Hase vormde een binnendelta, en de loop van de talrijke beddingen veranderde voortdurend. Er ontstond een landschap met een dikke laag vruchtbare rivierklei, waar zich al vroeg, ondanks voortdurende wateroverlast, boeren vestigden. Al voor 1618 was er zowel veeteelt als akkerbouw van haver, rogge en later ook gerst. Aan deze graansoorten was in de omliggende streken gebrek, zodat de boeren in het Artland goede prijzen voor hun gewassen kregen, en welvarend werden. Zij konden het zich permitteren, hun boerderijen van rijke decoraties (vanaf de 17e eeuw onder andere een typisch drakenpatroon)  te voorzien. Van deze rijkgedecoreerde, oude boerderijen zijn er nog meer dan 100 bewaard gebleven. Een ervan is naar het Museumsdorf Cloppenburg verplaatst; de andere staan nog op hun oorspronkelijke plaats, en staan onder monumentenzorg. Er voert een jaarlijks op de Duitse Open Monumentendag (begin september) gehouden openboerderijenroute (Kulturschatz Artland) langs. Een in 1994 ingediende aanvraag, om dit geheel tot UNESCO-wereldcultuurerfgoed te verklaren, werd om verschillende redenen, onder andere onvoldoende documentatie, afgewezen.

#### Voorbeelden van Artländer boerderijen

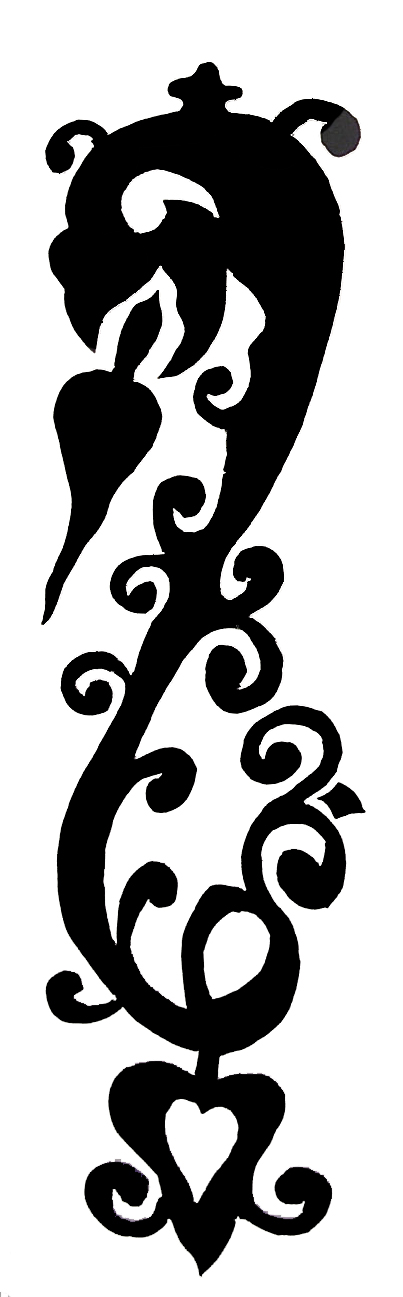
In veel Artländer boerderijen toegepast drakenpatroon, dat ook in het gemeentewapen voorkomt
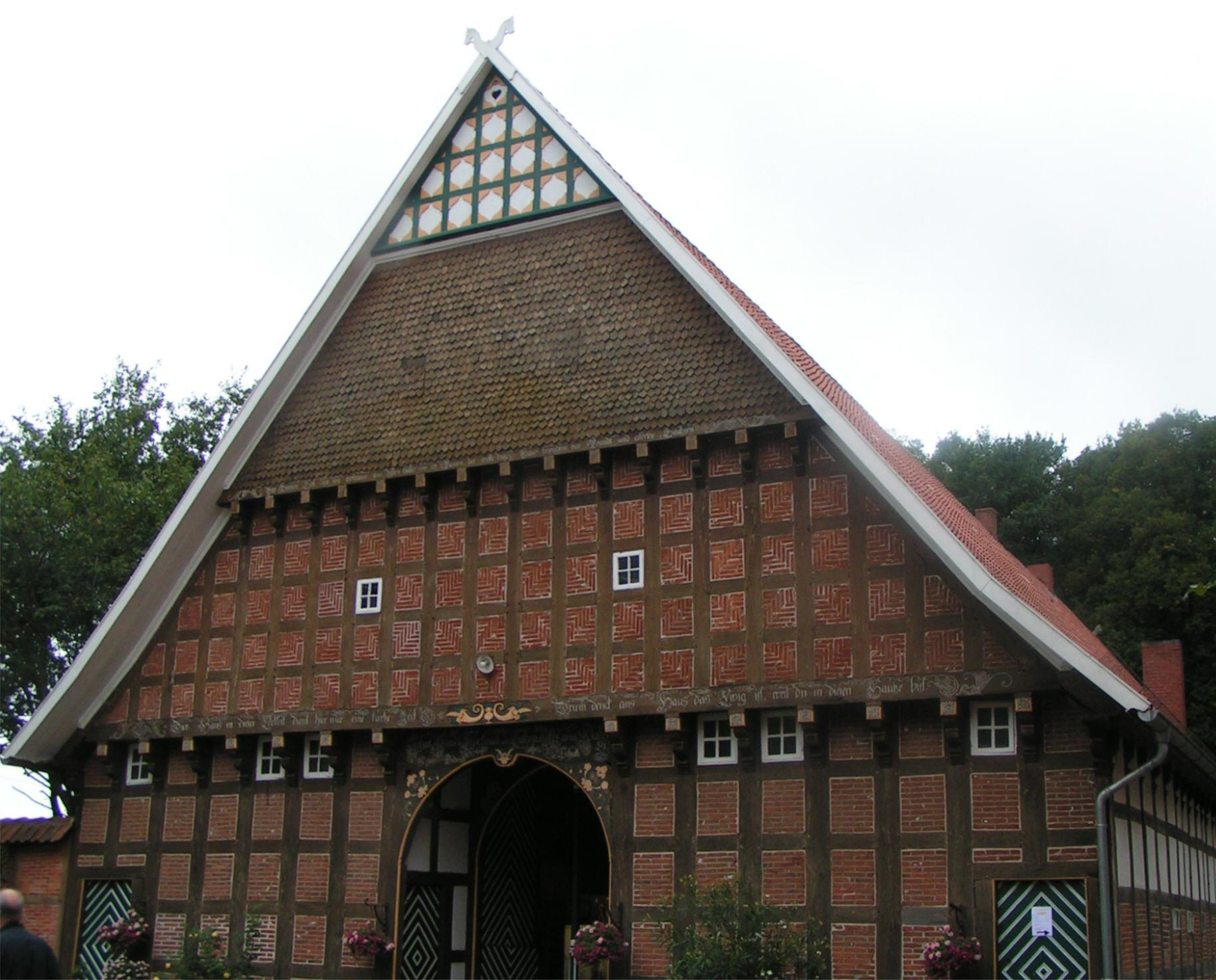
Boerderij in Langen
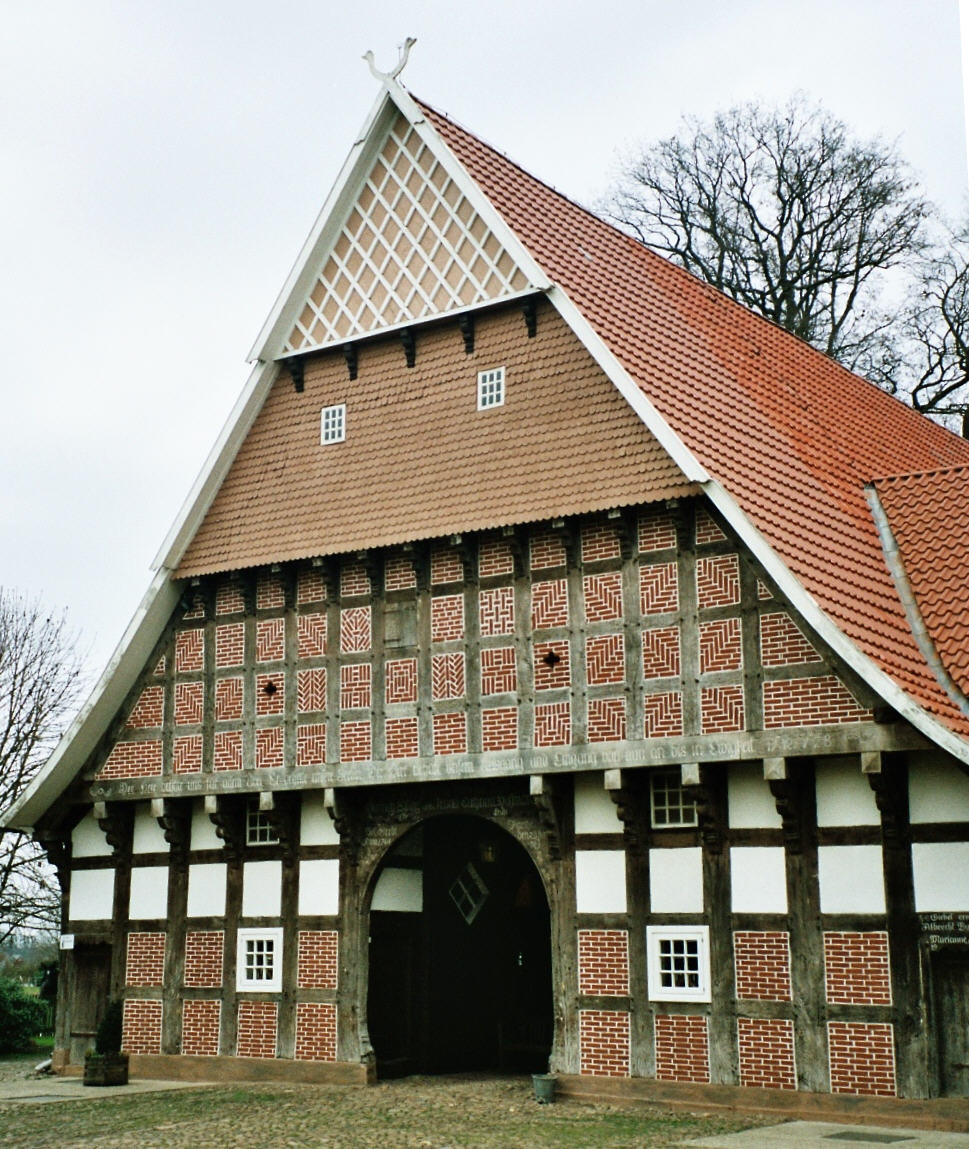
Boerderij in Vehs
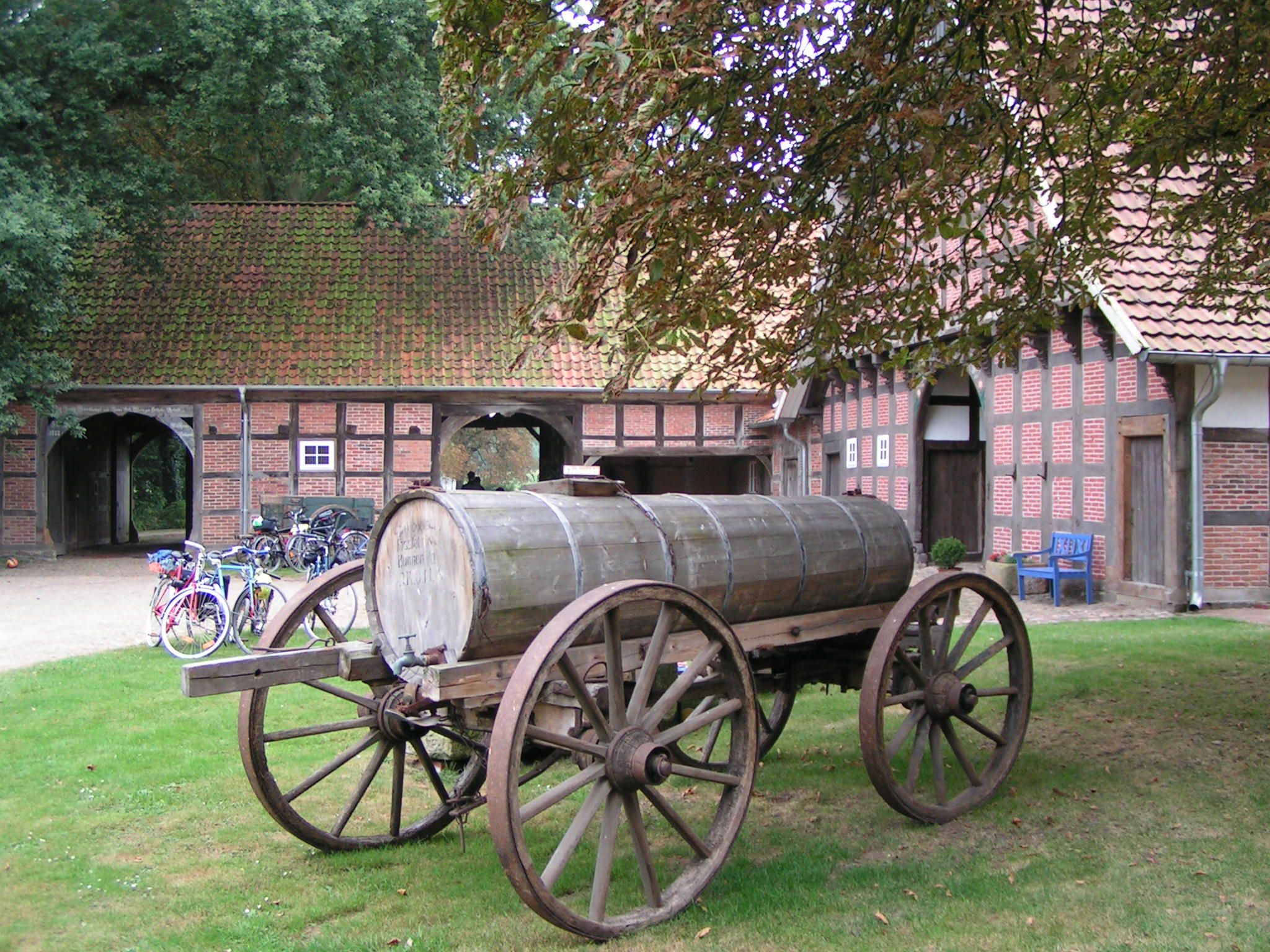
Boerderij in Grönloh
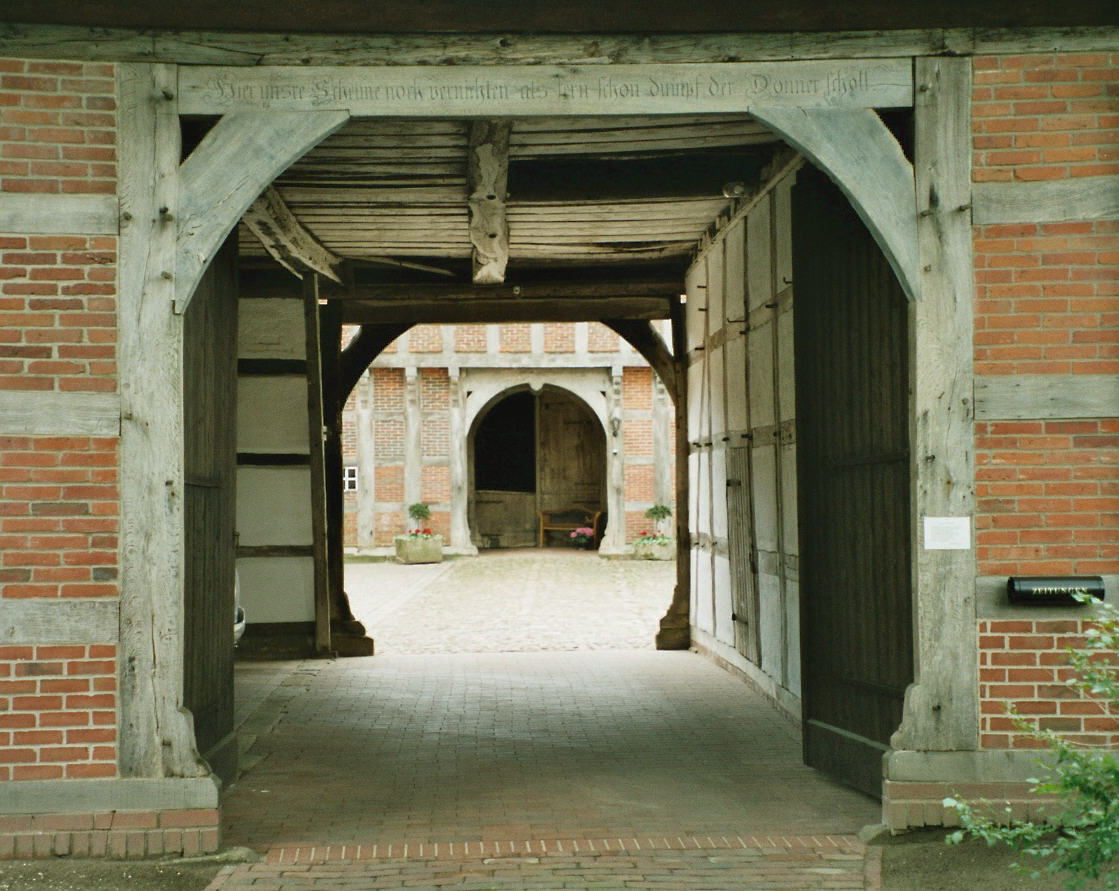
Boerderij in Lechterke
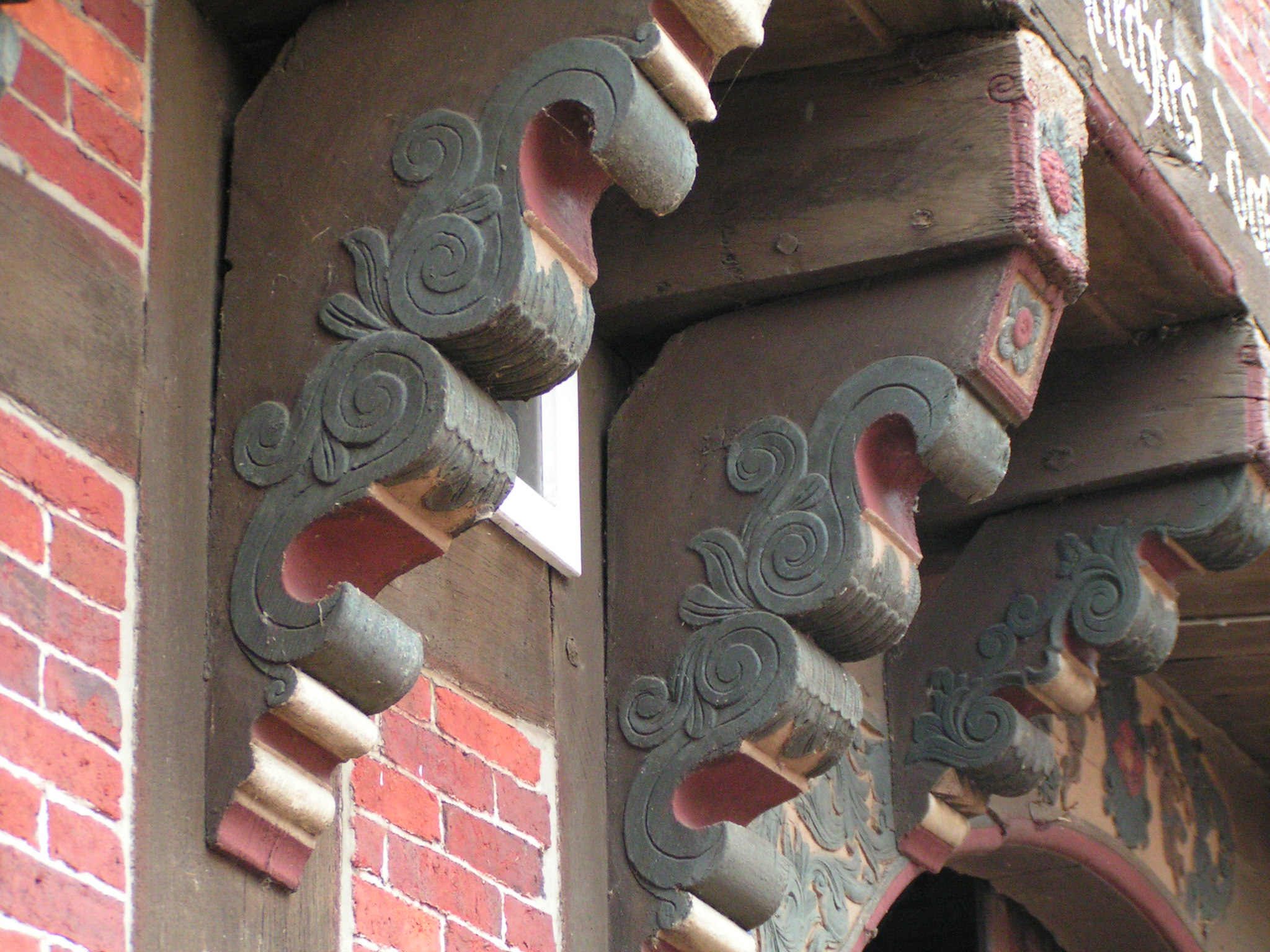
Detail van een boerderij in Wulften
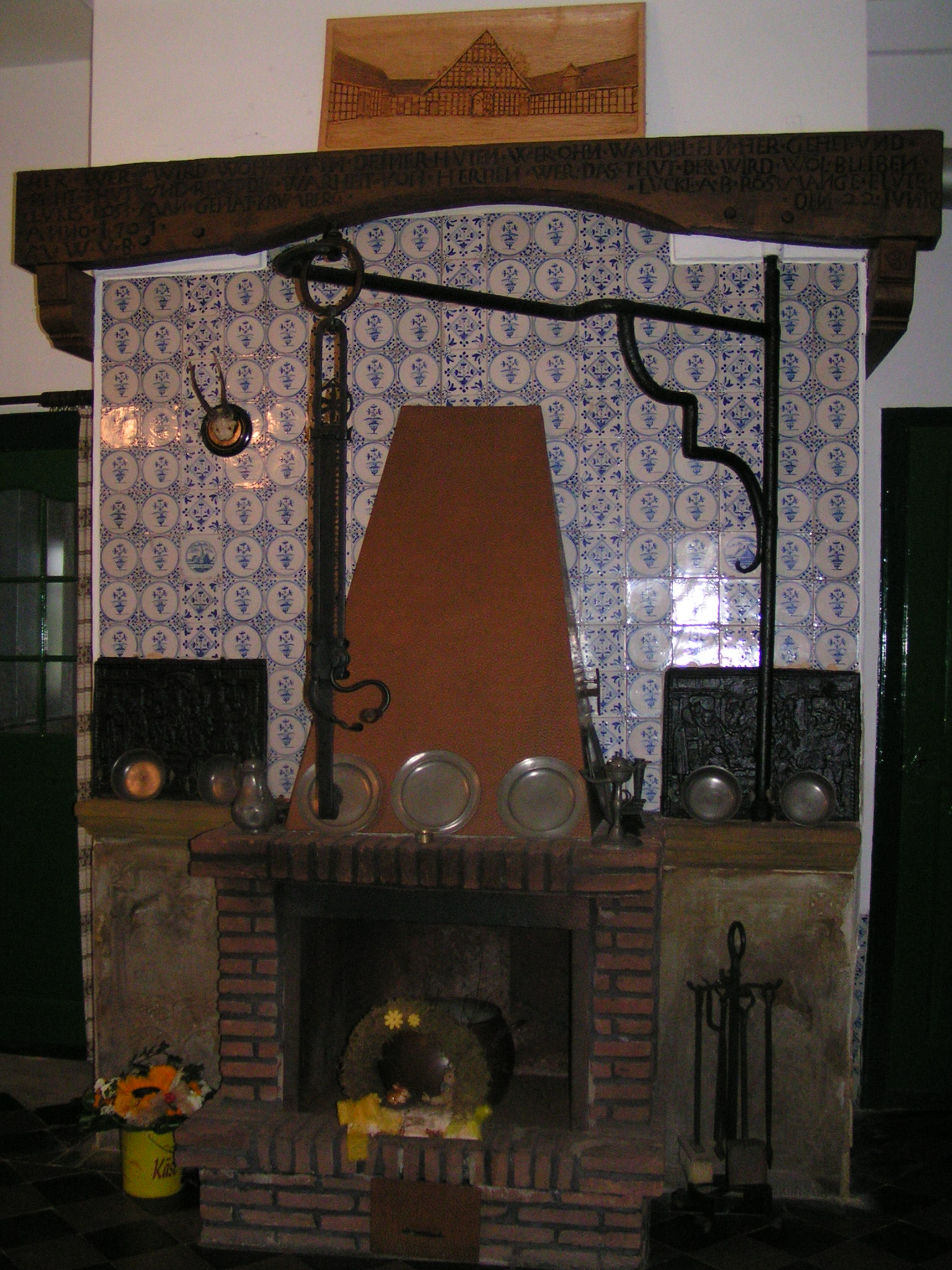
Deel van een boerderij in Vehs
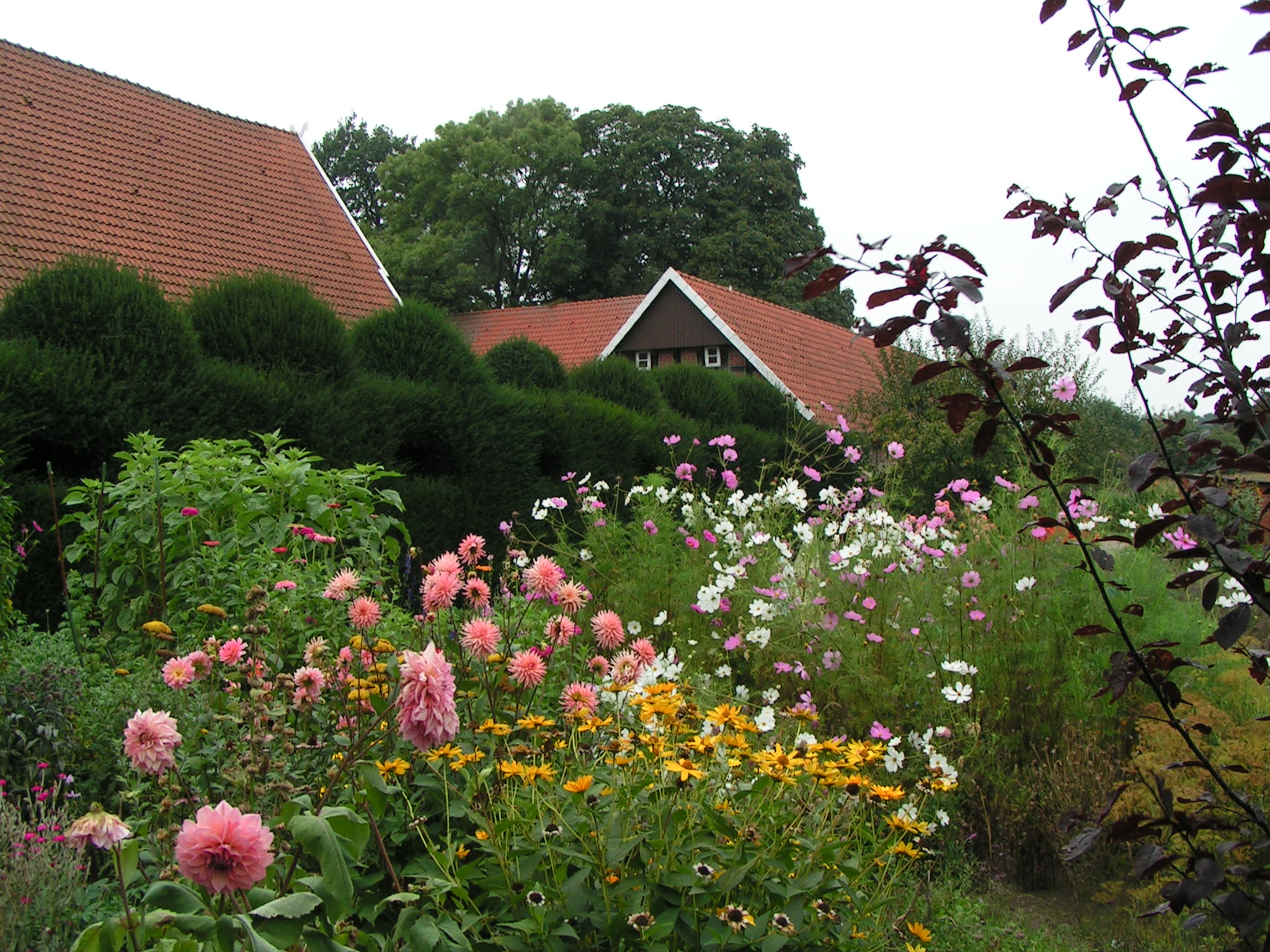
Boerenerftuin Wulften
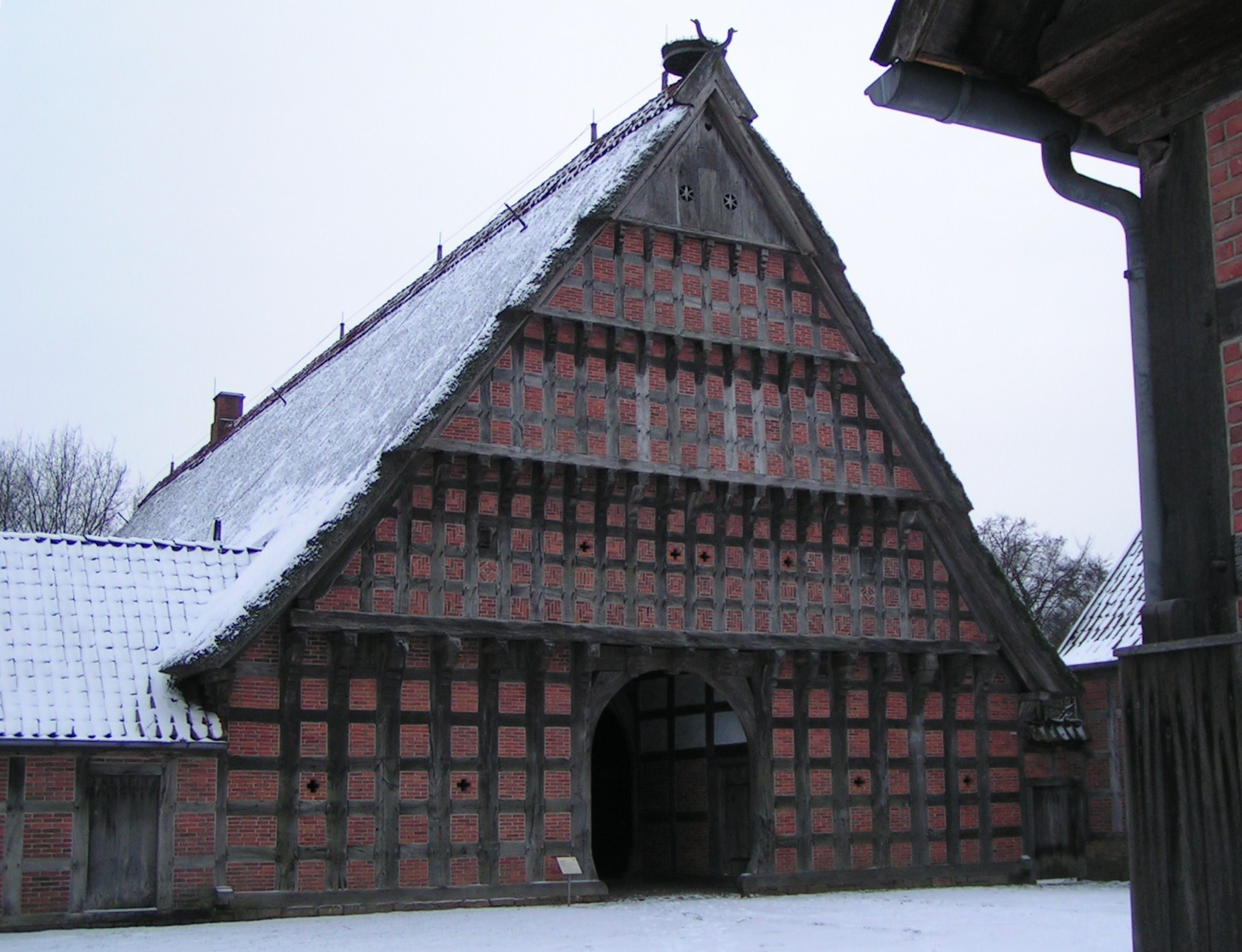
Museumsdorf Cloppenburg, de  „Wehlburg“

### Geschiedenis van de Samtgemeinde Artland

#### Quakenbrück
Quakenbrück dankt zijn naam waarschijnlijk aan een brug te midden van trilveen of ander terrein, dat meegeeft, wanneer men er op loopt. De Germaanse  woordstam *-kvak-,vergelijk  modern Engels: to quake, trillen, zou in de eerste helft van de stadsnaam voorkomen. Met kikkers, die kwaken, heeft de naam niets te maken.
Ter plaatse was van oudsher een voorde, later een brug, in een handelsroute die hier de rivier de Hase kruist.
Quakenbrück treedt in 1235 in het licht van de geschiedenis. Toen werd in een reeds bestaand dorp  door de bisschop van Osnabrück een kanunnikensticht met de bijbehorende Sint-Sylvesterkerk ingewijd. De bisschop liet, als defensief steunpunt in het uiterste noorden van zijn machtsgebied, een kasteel bouwen, dat rond 1500 verdween. Voor het bestuur en de verdediging stelde de bisschop Burgmannen aan, die in grote huizen, Burgmannshöfe, gehuisvest werden. Van deze behuizingen zijn er in de stad drie bewaard gebleven. De Burgmannen hadden tot circa 1500 ook zitting in het stadsbestuur. Al in 1354 was er in Quakenbrück een Latijnse school, die in de vorm van een gymnasium nog altijd voortbestaat. Het stadje, een schakel in een langeafstandshandelsroute, ontwikkelde zich voorspoedig en trad in 1544 toe tot de Hanze.
In 1522 en 1578 werd Quakenbrück door pestepidemieën getroffen, en in 1565 door een stadsbrand.
Intussen had Hermannus Bonnus in 1543 de Reformatie doorgevoerd. Quakenbrück lag op de grens tussen luthers en katholiek gebied, en vele protestanten, die vervolging om hun godsdienst vreesden, weken uit de omliggende streken naar het stadje uit. Tegenwoordig zijn de meeste christenen in de gemeente evangelisch-luthers.
In de Dertigjarige Oorlog (1618-1648) had Quakenbrück veel te lijden door onder andere bezettingen door vijandelijke legers. In 1651 werd op grond van een bij de Vrede van Münster van 1648 vastgestelde clausule ten gunste van het Bisdom Münster, het bezit van het in 1543 protestants geworden stift  met de katholieken gedeeld. Zo konden de laatsten in 1696 de nieuwe Mariakerk inwijden. De late 17e, en de 18e eeuw waren een periode van bescheiden bloei. Er was een belangrijke textielnijverheid ontstaan, en er vestigden zich ook enige bekwame tingieters, onder andere de familie Bahlmann, in de stad. In de talrijke periodes voor 1815, waarin Quakenbrück op de grens van twee staten lag, was het ook een centrum van smokkelhandel, vooral rond 1810, toen het Continentaal Stelsel door Napoleon Bonaparte aan West-Europa was opgelegd.
De 19e en vroege 20e eeuw was een perioden van industrialisering (de leerlooierij was er echter maar tijdelijk)  en modernisering. Het station van Quakenbrück werd in 1875 geopend; het huidige stationsgebouw dateert van 1910.
In Quakenbrück was in de nazitijd een Fliegerhorst, een basis van de Luftwaffe, met t/m 1942 ook een reparatiewerkplaats voor beschadigde gevechtsvliegtuigen, gevestigd. Dit was reden voor de geallieerden, om dit gebied in de stad tijdens de Tweede Wereldoorlog enkele malen te bombarderen. Na de Tweede Wereldoorlog kwamen meer dan duizend Heimatvertriebene en na 1990 ook emigranten uit de Sovjet-Unie met Duitse roots in Quakenbrück wonen. Enige hangars en dergelijke van de Fliegerhorst werden in 1951 tot een grote fietsenfabriek (Kynast) verbouwd, die ook fietsen en grasmaaiers per postorder verzond. In 2003 ging deze failliet en werd dit bedrijf opgeheven.

#### Badbergen
Badbergen werd in 1175 voor het eerst als Padberge in een document vermeld. Het dorp, waar mogelijk in de 13e eeuw een klooster heeft gestaan, ontwikkelde zich als een lintbebouwing langs de weg, die later de B68 werd; na de komst van de spoorlijn ontstond ten westen daarvan een woon- en fabriekswijkje. De gemeente werd in 1571 protestants. De Sint-Joriskerk in het dorp werd op grond van een bij de Vrede van Münster van 1648 vastgestelde clausule ten gunste van het Bisdom Münster van 1651 tot 1869 met de katholieken gedeeld.

#### Menslage
Ook Menslage ligt op een plek, waar in de middeleeuwen een klooster stond, mogelijk al ten tijde van Karel de Grote. Het uit 1247 daterende kerkje en de huizen eromheen werden in april 1945 zwaar beschadigd door gevechten aan het eind van de Tweede Wereldoorlog.

#### Nortrup
Nortrup , dat in tegenstelling tot de andere plaatsen in de gemeente na de Reformatie in meerderheid katholiek bleef, wordt sinds het eind van de 15e eeuw gedomineerd door het kasteeltje Loxten, aan de zuidkant van het dorp. De families, die hier woonden, brachten enkele vooraanstaande politici en hoge officieren voort. Het aanzienlijke geslacht Von Hammerstein bewoont het landgoed nog altijd. Na de Tweede Wereldoorlog kwamen enkele honderden Heimatvertriebene en na 1990 ook emigranten uit de Sovjet-Unie met Duitse roots  in Nortrup wonen.

## Bezienswaardigheden
- De circa honderd oude vakwerkhuizen in het centrum van Quakenbrück
- De fraaie en rijkgedecoreerde Artländer boerderijen verspreid door de gehele omtrek
- Het Poggenpad (kikkerpad) is een ruim 3 km lange toeristische stadswandelroute (markering in het plaveisel met kikkersporen) die langs alle bezienswaardigheden leidt.
- In Quakenbrück begint en eindigt een 142 km lange toeristische autoroute, de Artland-Route, die langs alle bezienswaardigheden van de streek leidt. Daarnaast is de stad uitgangspunt van een aantal fiets- en wandelroutes.
- In een vakwerkhuis van rond 1830 is het Stadtmuseum Quakenbrück ondergebracht. In dit streekmuseum is de collectie tinnen voorwerpen van bovenregionale betekenis.
- De in 1235 gebouwde (nu evangelisch-lutherse) Sint-Sylvesterkerk met eind 15e-eeuwse toren; het hoogaltaar is in 1662 door de Burgmannsfamilie Voss geschonken; het schilderij is een kopie naar Pieter Paul Rubens. De kerk bezit sinds de Reformatie een uit 1534 stammende Nederduitse bijbel. Opvallend is, dat de kerk eindpunt van een doodlopend straatje is.
- De van 1652-1696 gebouwde rooms-katholieke Mariakerk  in Quakenbrück met deels barok, deels midden-20e-eeuws interieur (bouwjaar 1652, toren uit 1873; in de Tweede Wereldoorlog verwoest, in de jaren 1950 herbouwd)
- In Quakenbrück staan enige opvallende, soms van gevoel voor humor getuigende, kunstwerken in de openbare ruimte.
- Interessante kerken in Badbergen (Sankt Georg, 13e-eeuws,  met achthoekige toren en zeer oud stenen doopvont; Mariakerk, geslaagde neogotische rooms-katholieke kerk uit 1869 met fraai interieur) en Menslage (gotische Mariakerk)
- De molen van Groß Mimmelage, 7 km ten ZW van Quakenbrück, is een gezellig dorpscentrum met café, rozentuin en ruimte om te trouwen.
- Enige kleine natuurgebieden, met name hoogvenen en wetlands.
- De firma Kemper Wurstwaren in Nortrup heeft in 2017 op het proefterrein van Transrapid in de Samtgemeinde Lathen een 75 m lange Transrapid-9-trein aangekocht en in september 2018 op het bedrijfsterrein geplaatst [5]. Hermann Kemper, de uitvinder van de magneetzweeftrein, was familie van de oprichters van de worstfabriek. De trein moet voor 2/3 deel als vergaderlocatie en vanaf 2020 voor 1/3 deel als publiek toegankelijk museum over de magneetzweeftrein gaan dienen.

## Belangrijke personen in relatie tot de gemeente

### Geboren
- Hermann Bonnus (* 1504 in Quakenbrück; † 1548 in Lübeck), reformator van de steden Lübeck en Quakenbrück;  stelde een van 1543-1613 in gebruik geweeste Lutherse kerkorde voor het bisdom Osnabrück op; vertaalde de Lutherbijbel in het Nederduits (Lübecker Bibel 1533/4); liet de stad een exemplaar van deze (nu kostbare) bijbel na.
- Wilhelm Martin (*1876 te Quakenbrück; † 1954 te Den Haag) Nederlands-Duits kunsthistoricus
- Ernst von Hammerstein-Loxten (Loxten bij Nortrup, 2 oktober 1827 – aldaar, 5 juni 1914) , Pruisisch minister
- Cinta Laura (*1993 te Quakenbrück), Duits-Indonesisch actrice

## Sport
De stad heeft een multifunctionele sporthal. Deze Artland Arena staat ten oosten van de binnenstad. Bij thuiswedstrijden van de sinds 1955 bestaande  plaatselijke basketbalclub, Artland Dragons, kunnen 3.200 toeschouwers een zitplaats hebben.
Artland Dragons was in 2007 en 2008 korte tijd een der beste (mannen)basketbalclubs van Duitsland.

## Afbeeldingen

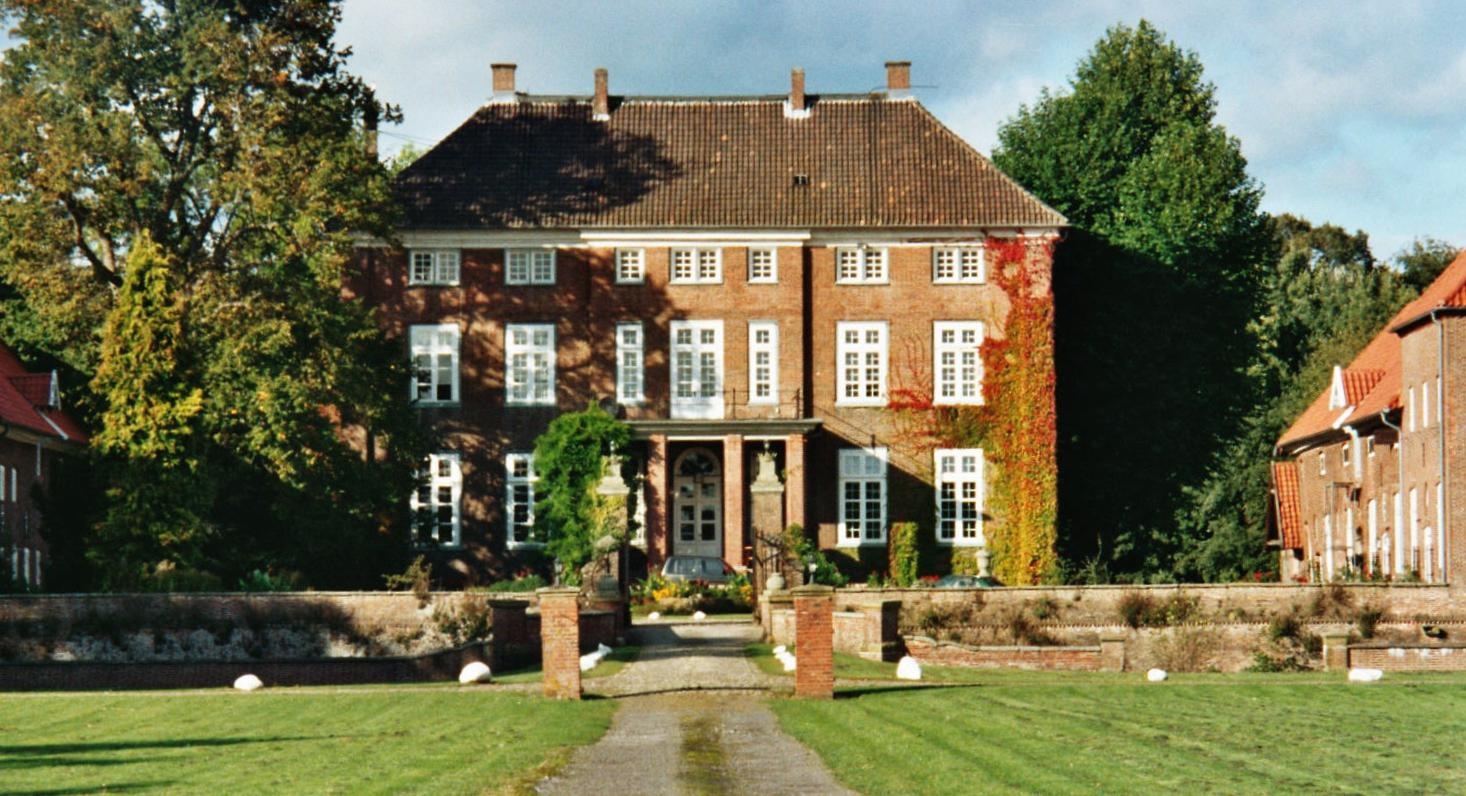
Kasteel Loxten, in Nortrup (bewoond door een adellijke familie, niet toegankelijk)
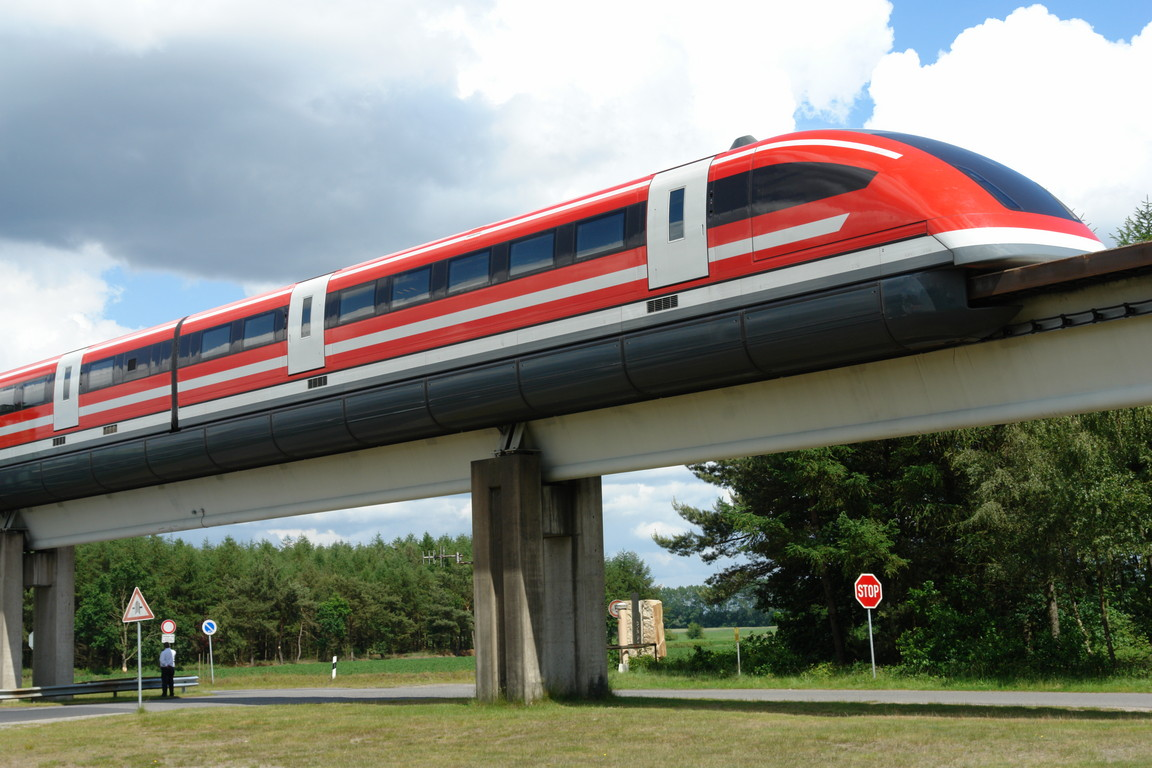
Transrapid 09 bij een proefrit in Lathen (Emsland), nu te zien in Nortrup
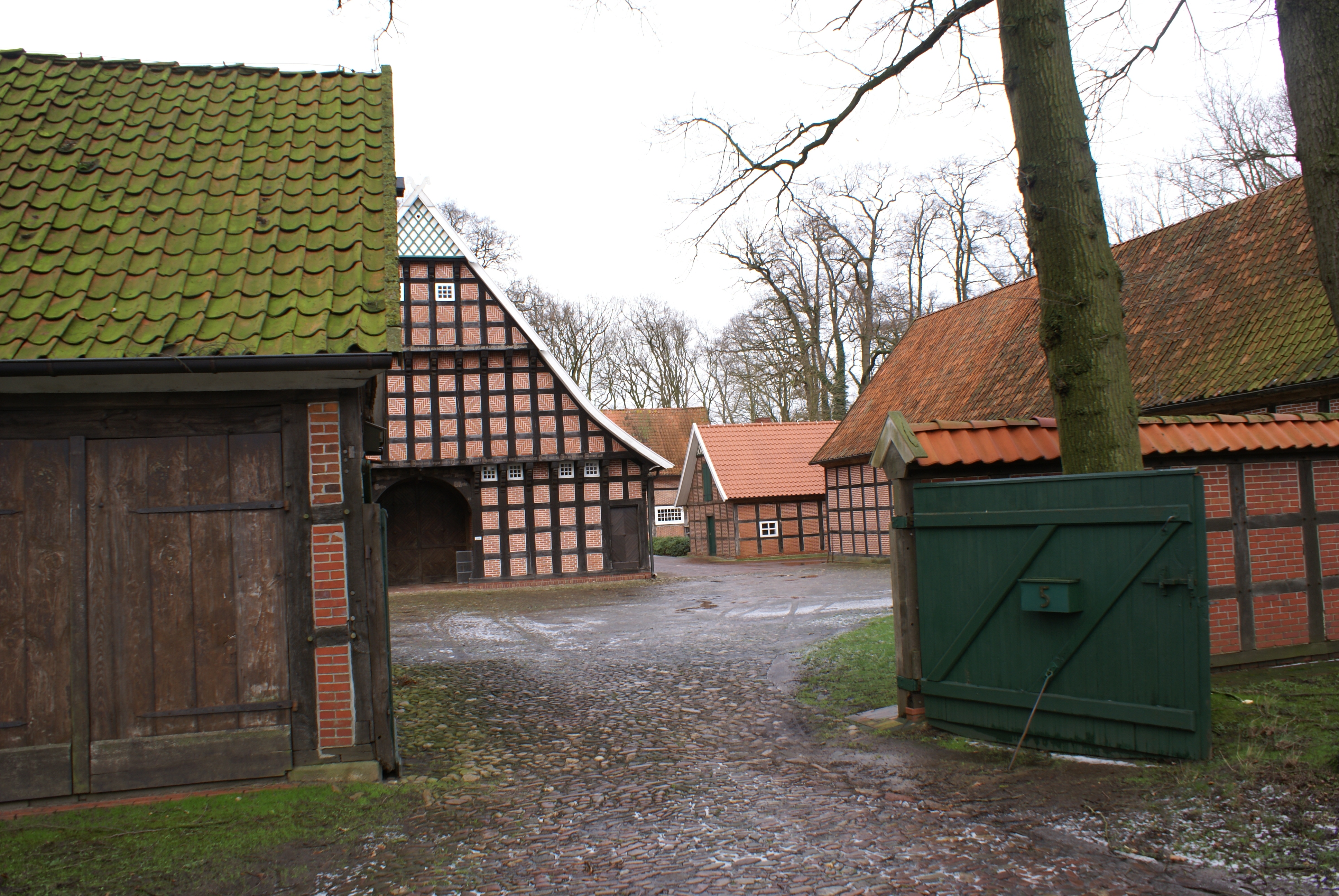
Kulturschatz Artland, historische boerderij in Badbergen-Grönloh
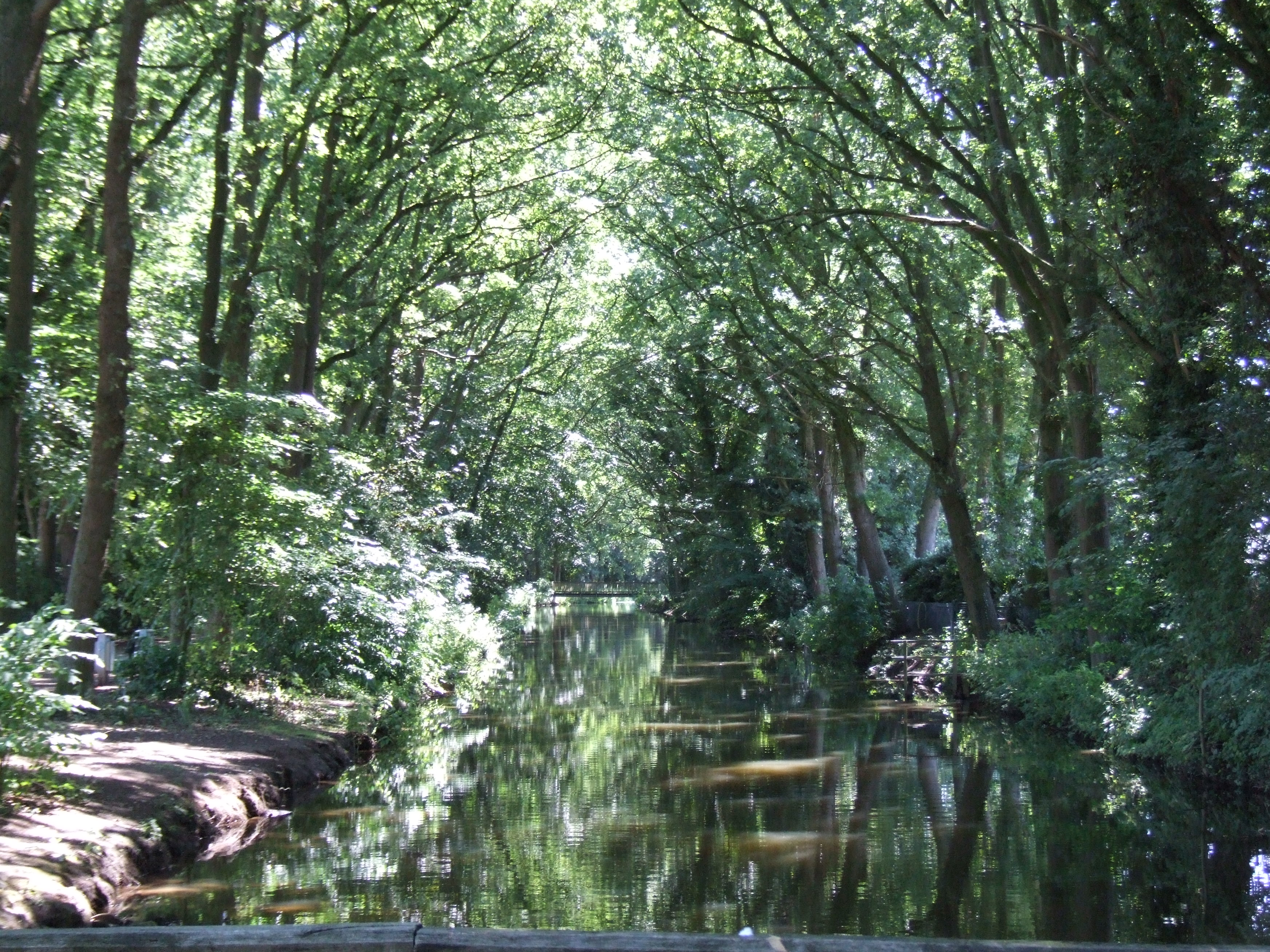
De Hase in Quakenbrück
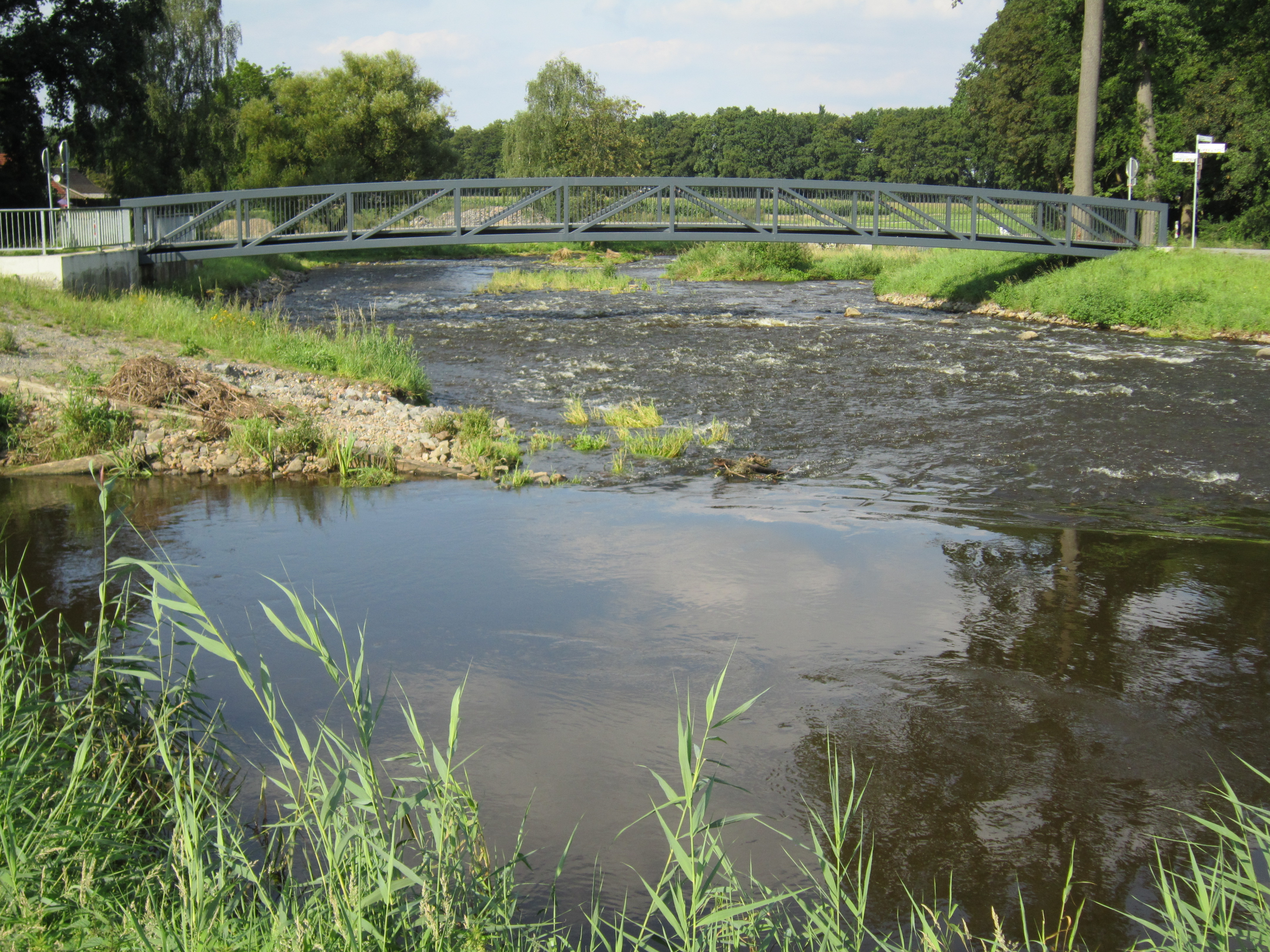
Aftakking van de  Hase bij Schützenhof, een wijk met zowel gewone als vakantiewoningen aan de rand van Quakenbrück
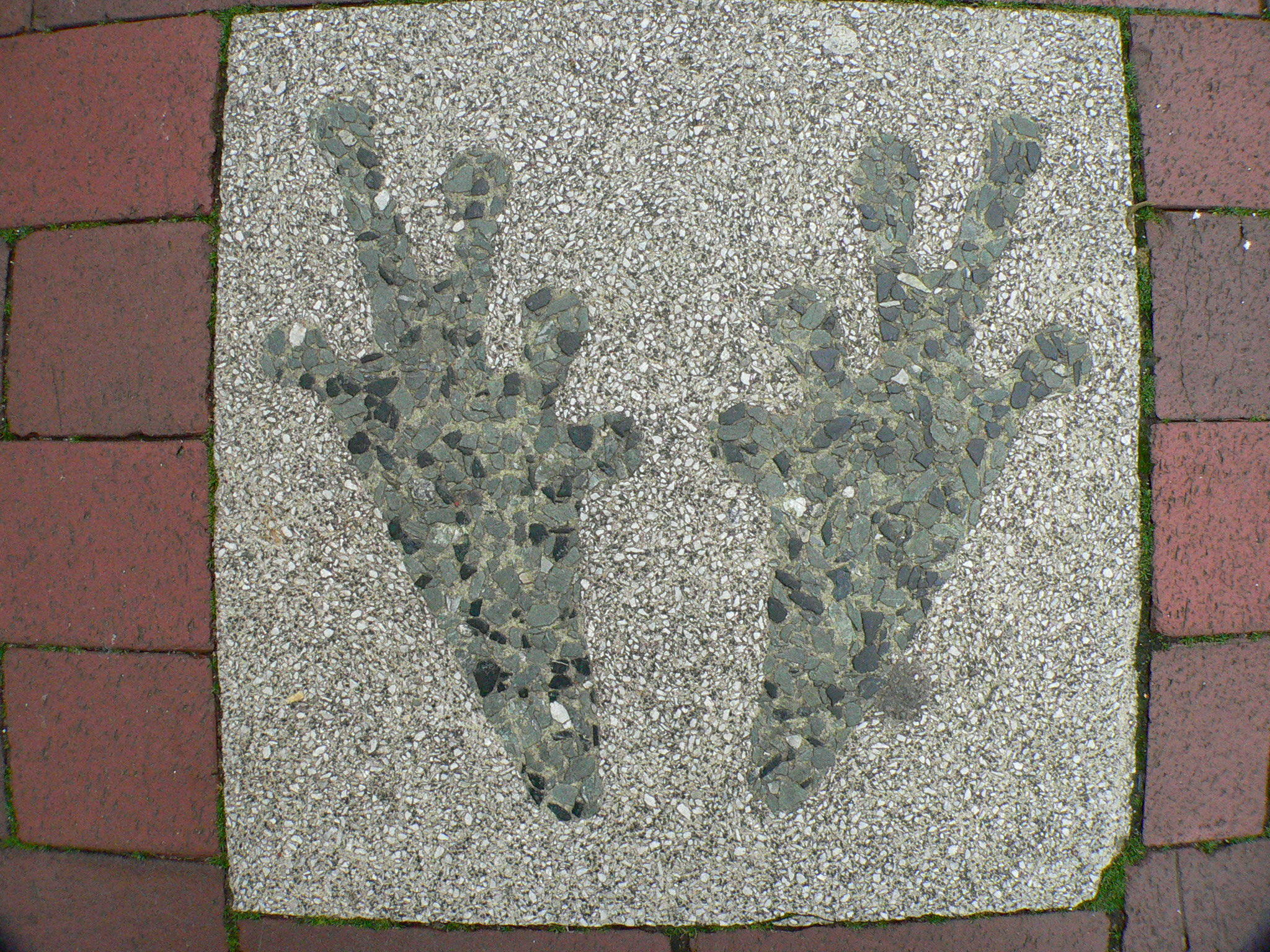
Poggenpad (markering toeristische stadswandelroute)
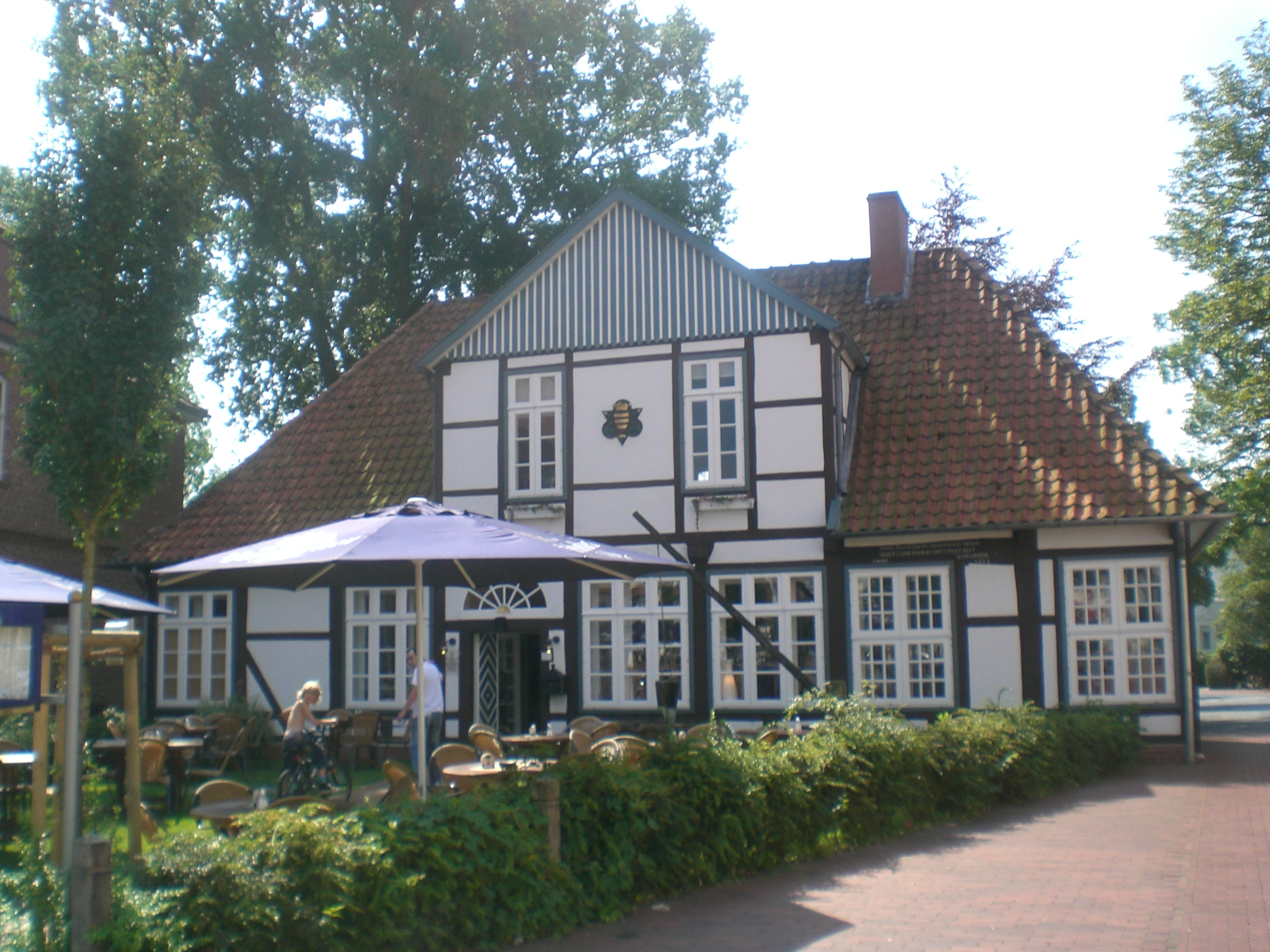
De Elmendorffhof, een der overgebleven Burgmannshöfe
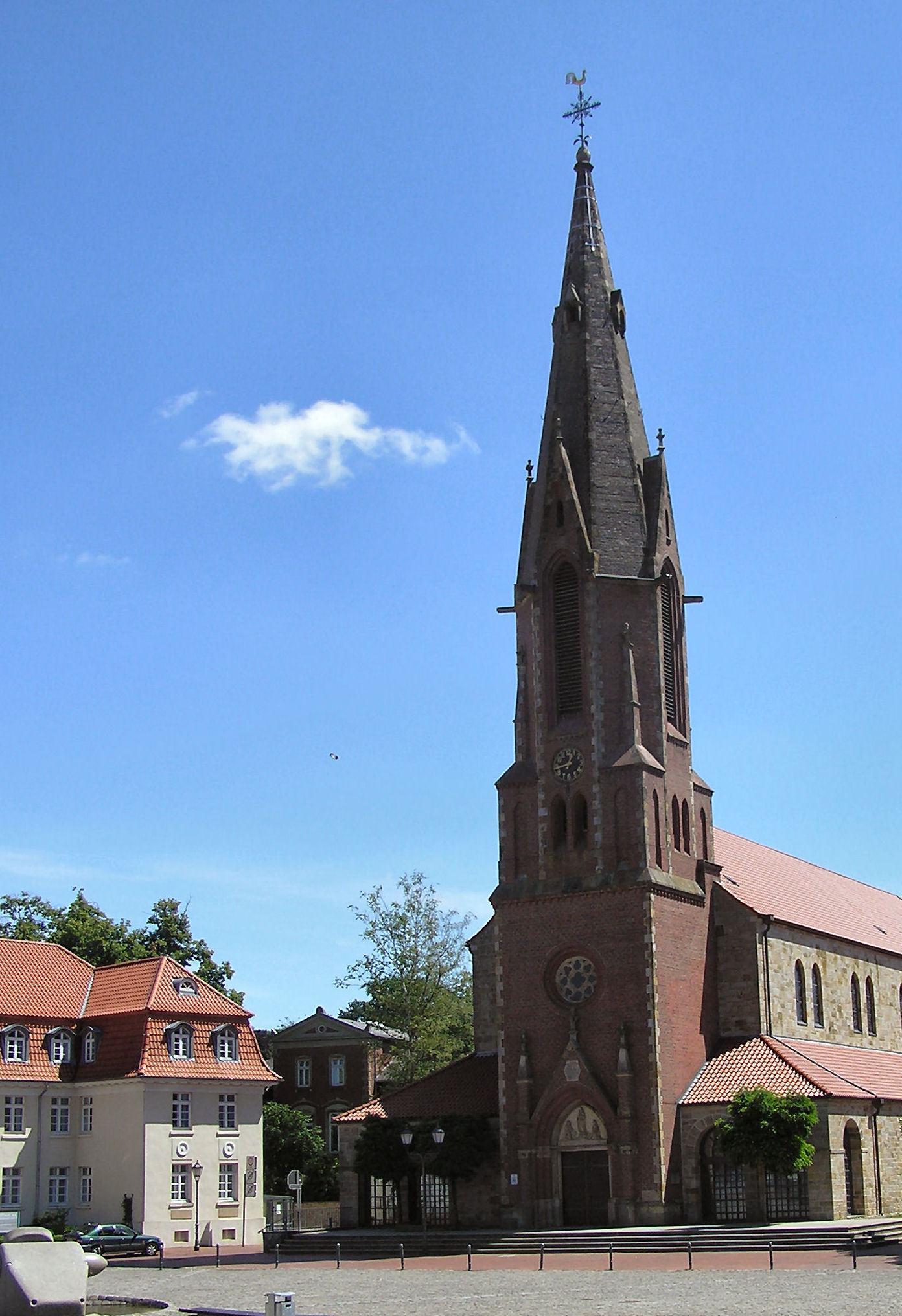
De rooms-katholieke Mariakerk (1652) in Quakenbrück
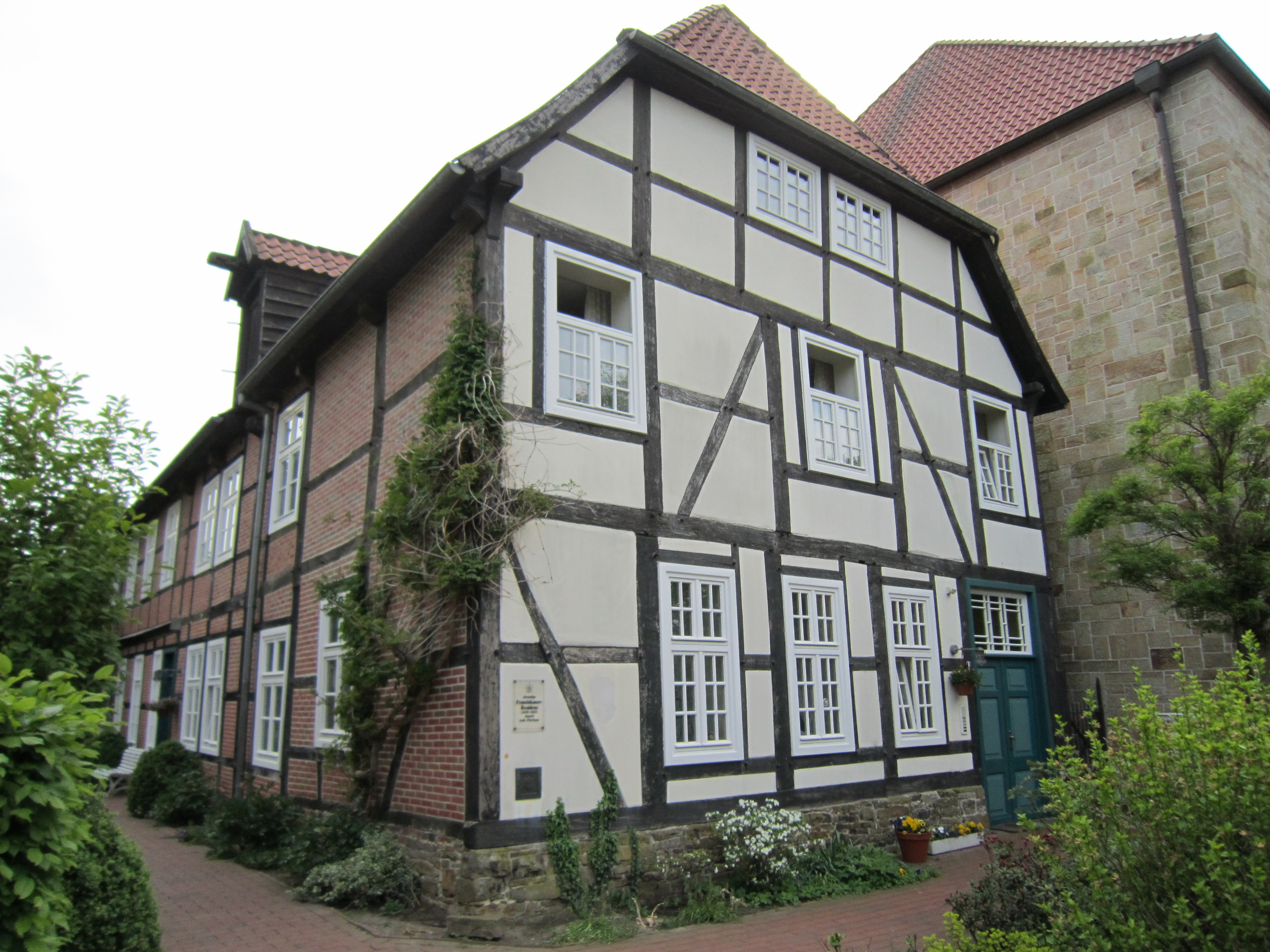
Voormalig huis der Franciscaner orde achter de Mariakerk
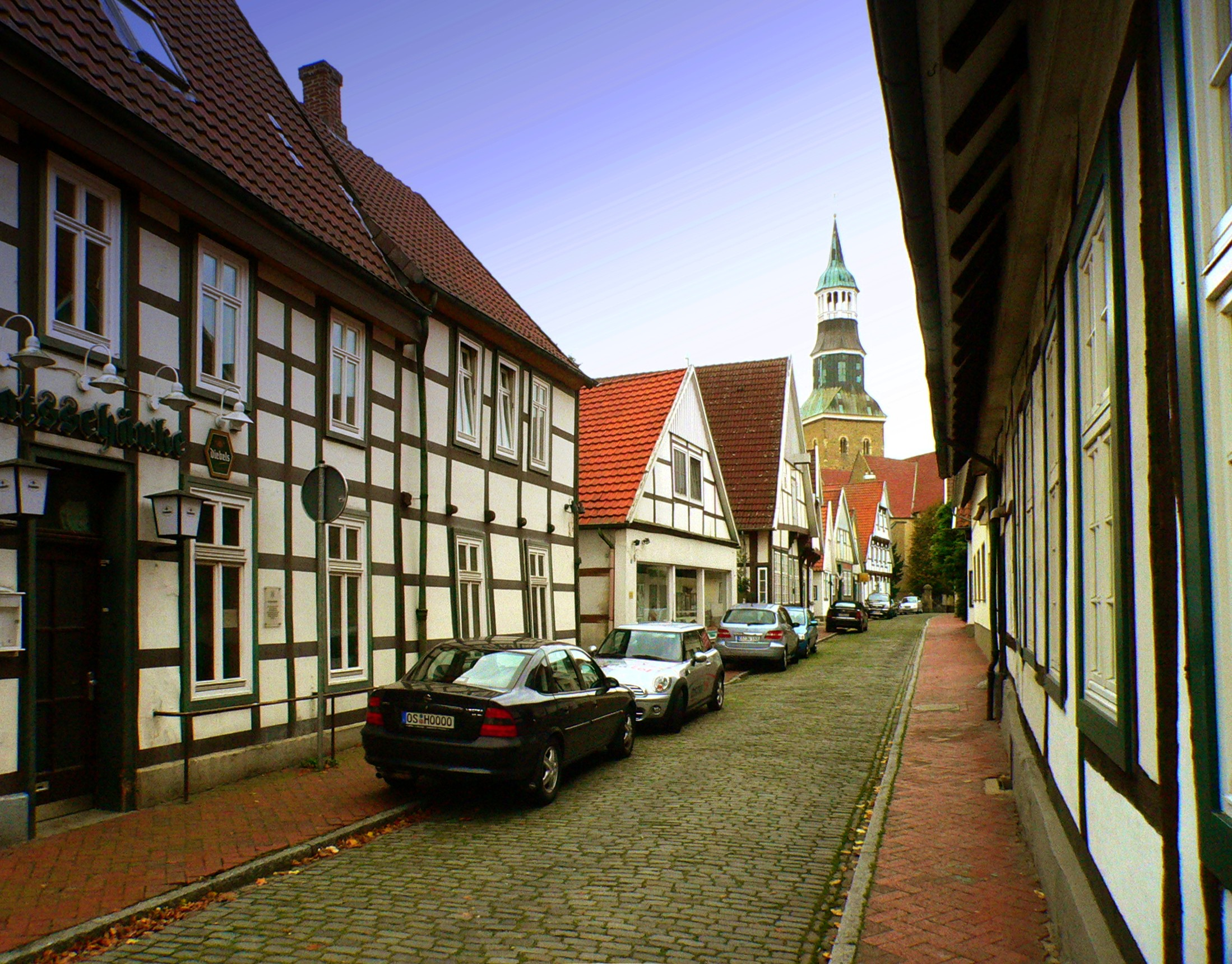
Vakwerkhuizen in de Kirchstraße te Quakenbrück
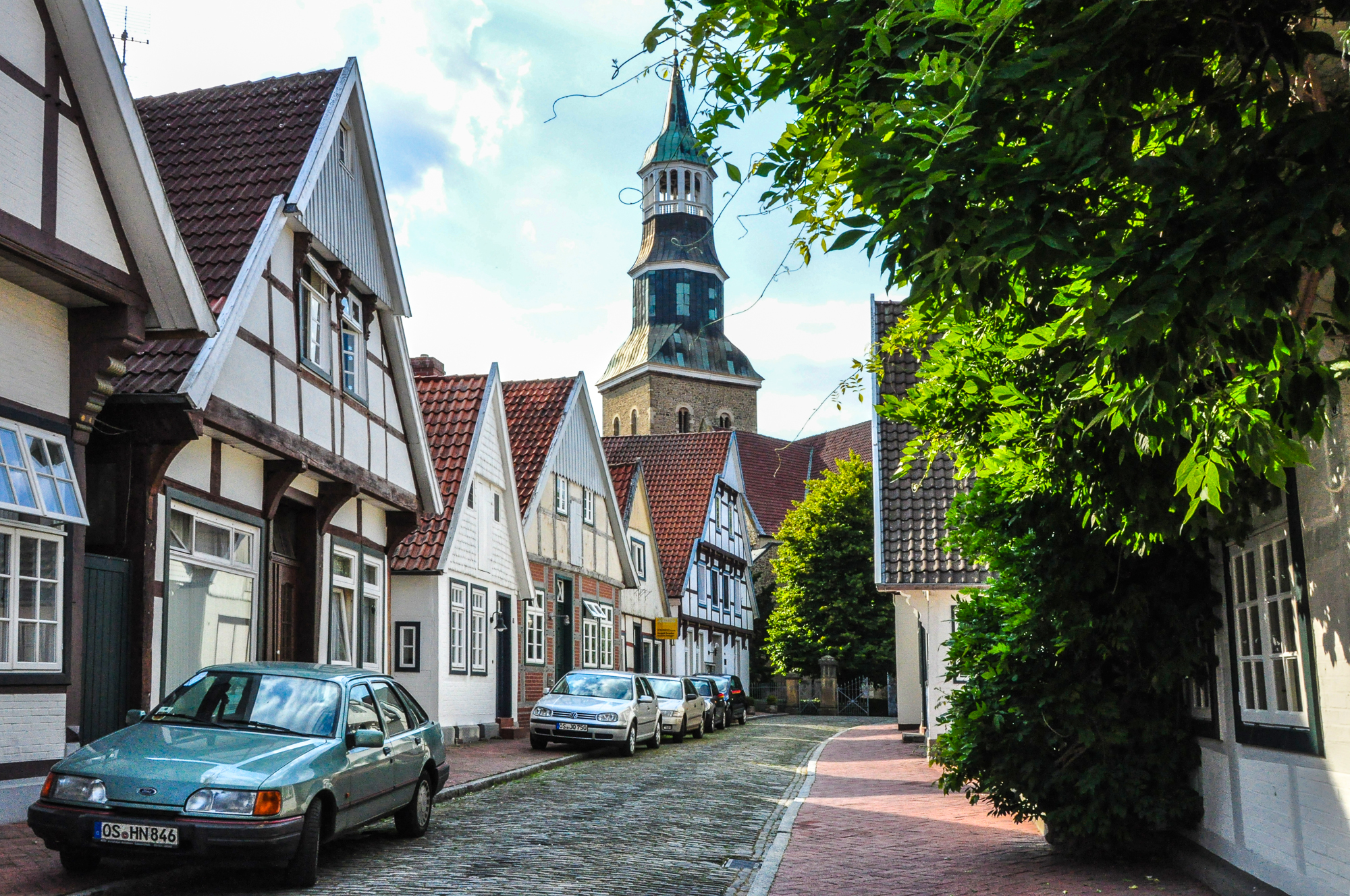
Quakenbrück, Große Kirchstraße en Sint-Sylvesterkerk
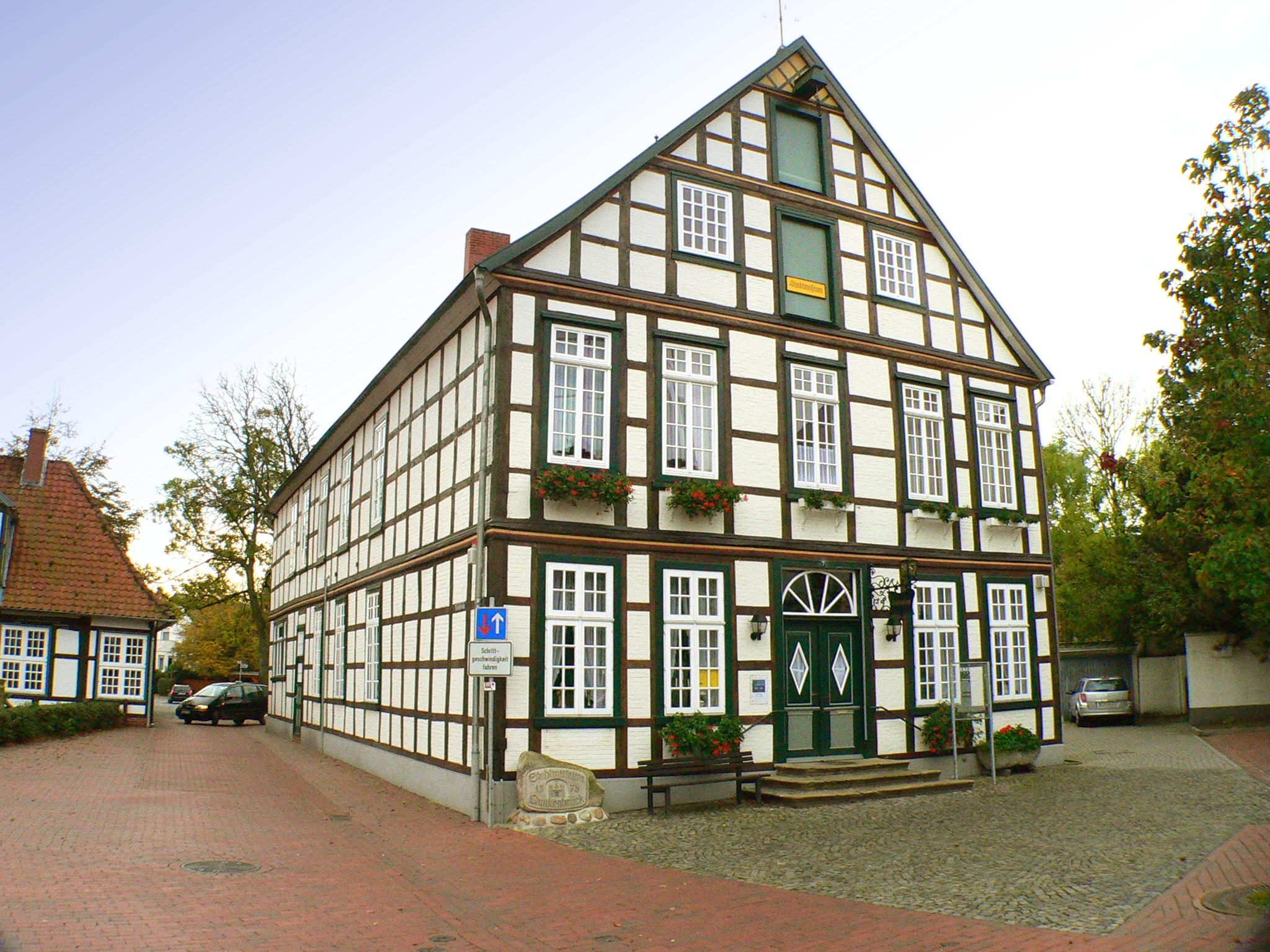
Stadsmuseum Quakenbrück
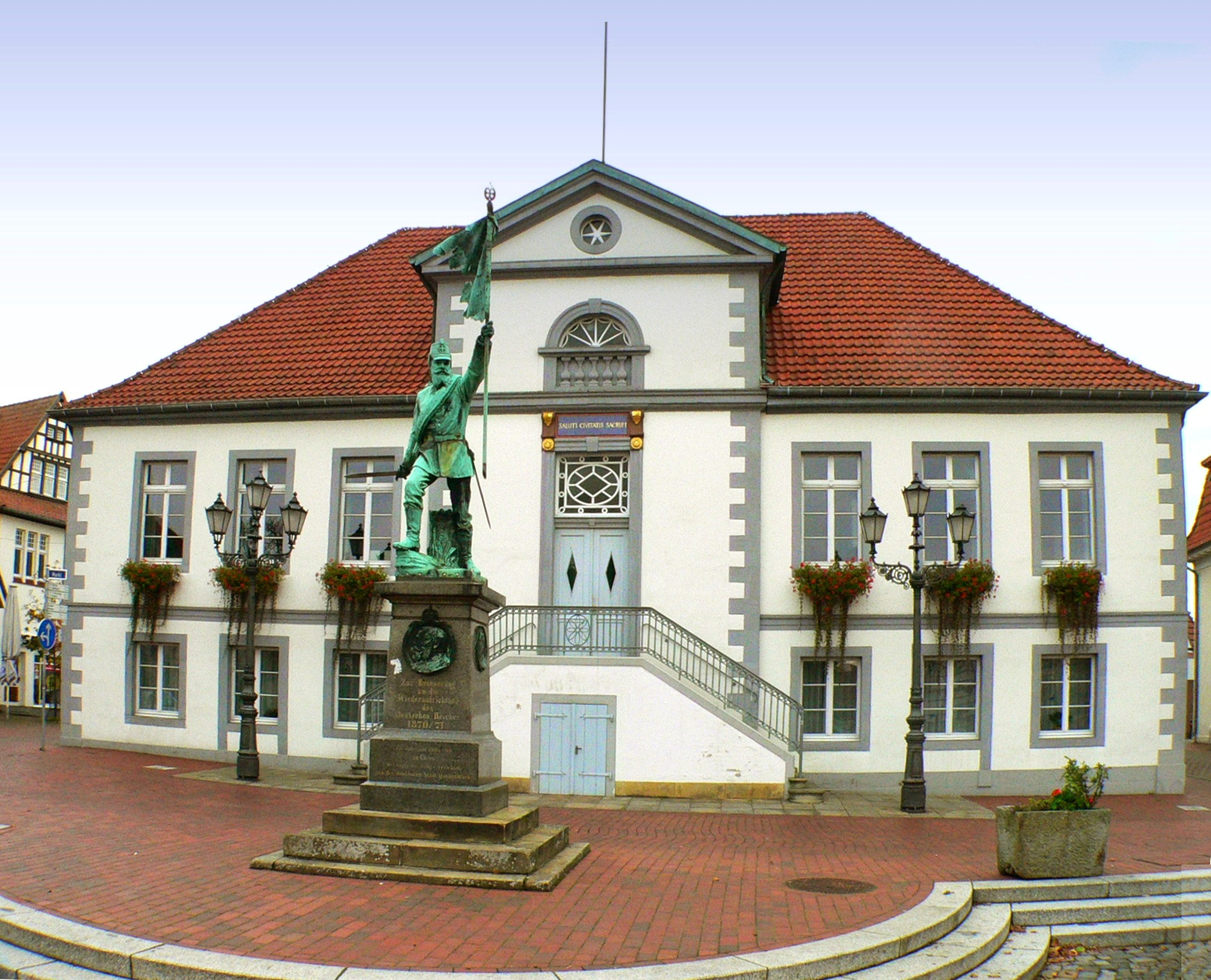
Raadhuis van Quakenbrück
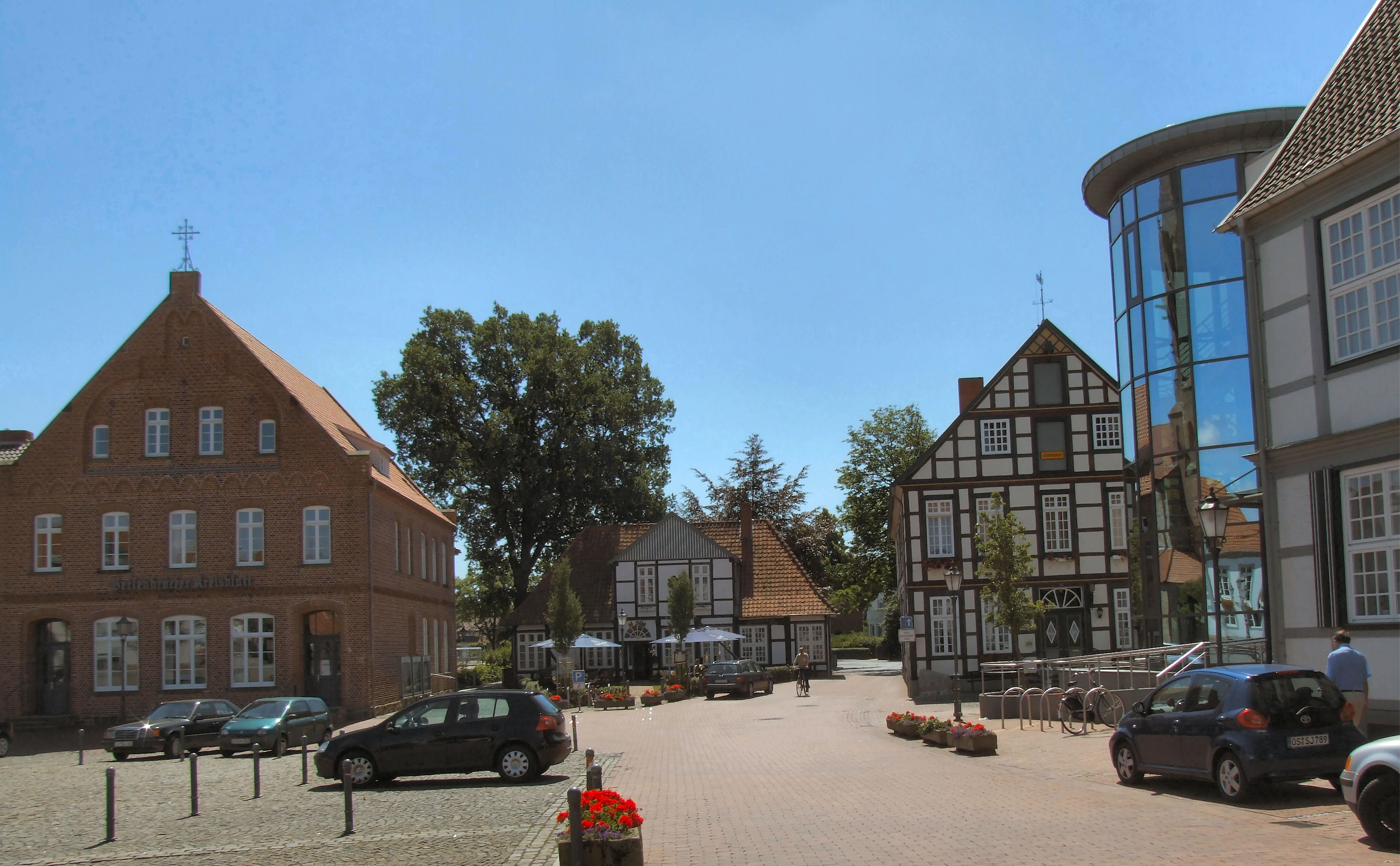
De Markt in Quakenbrück
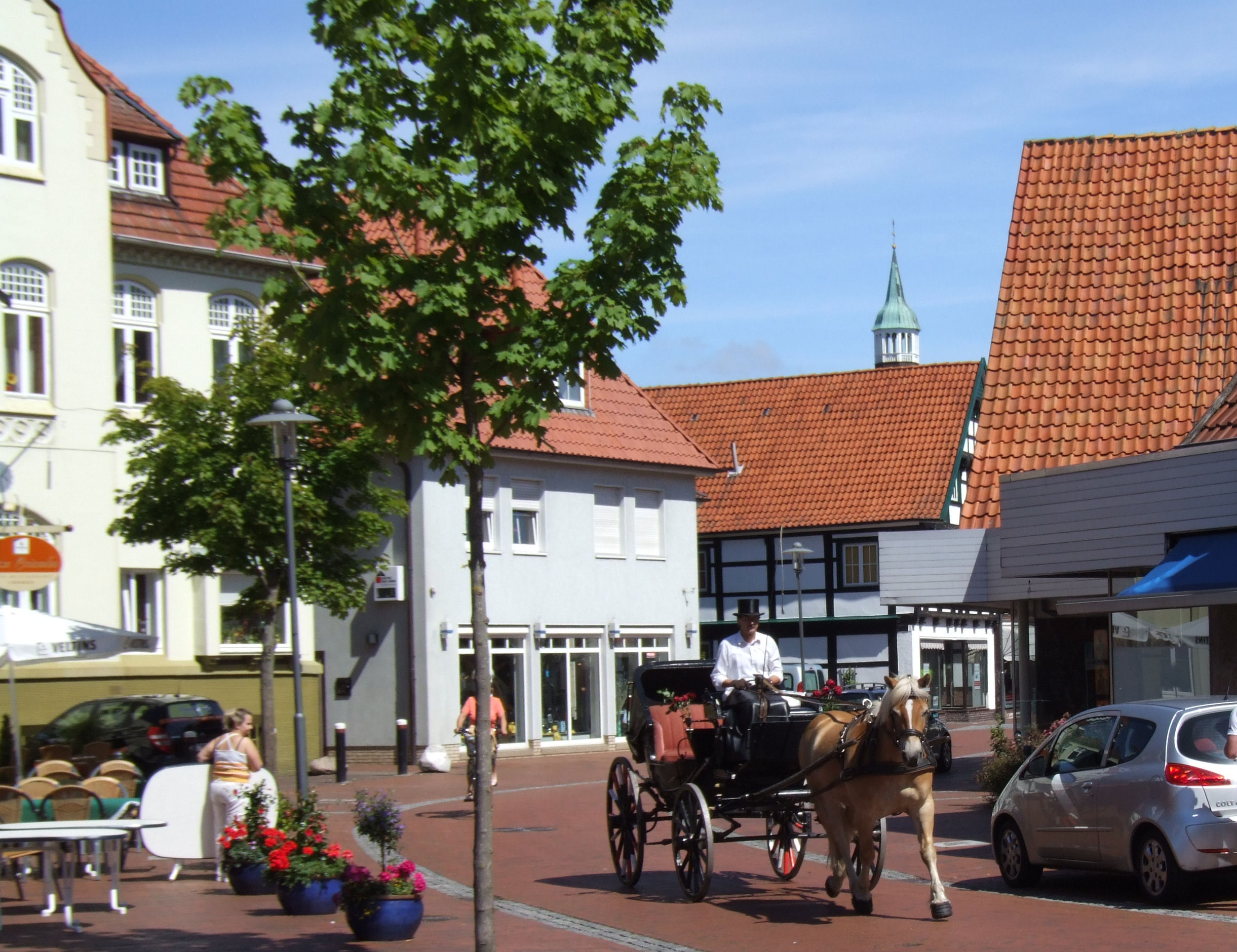
Winkelstraat Lange Straße
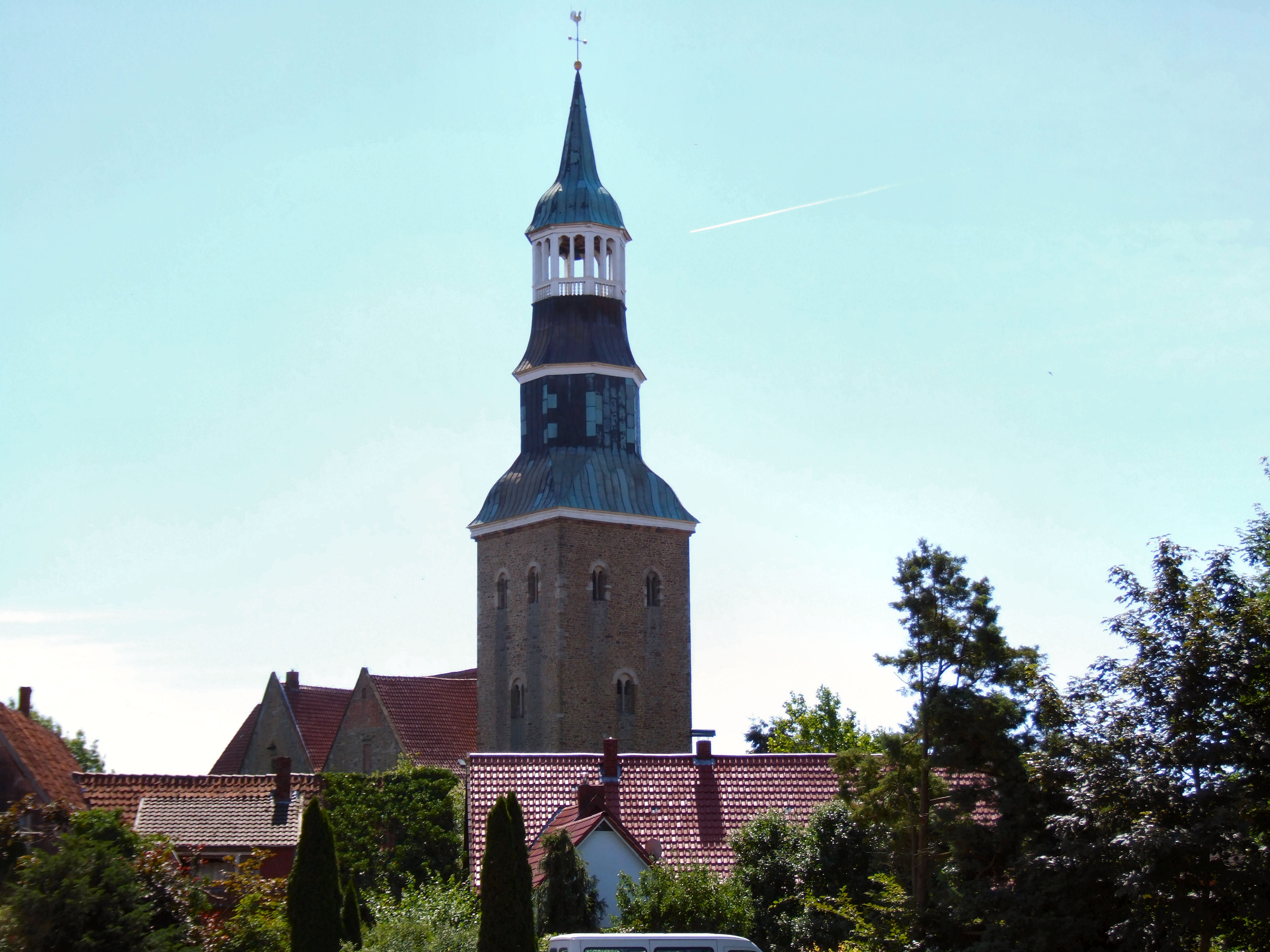
Sint-Sylvesterkerk
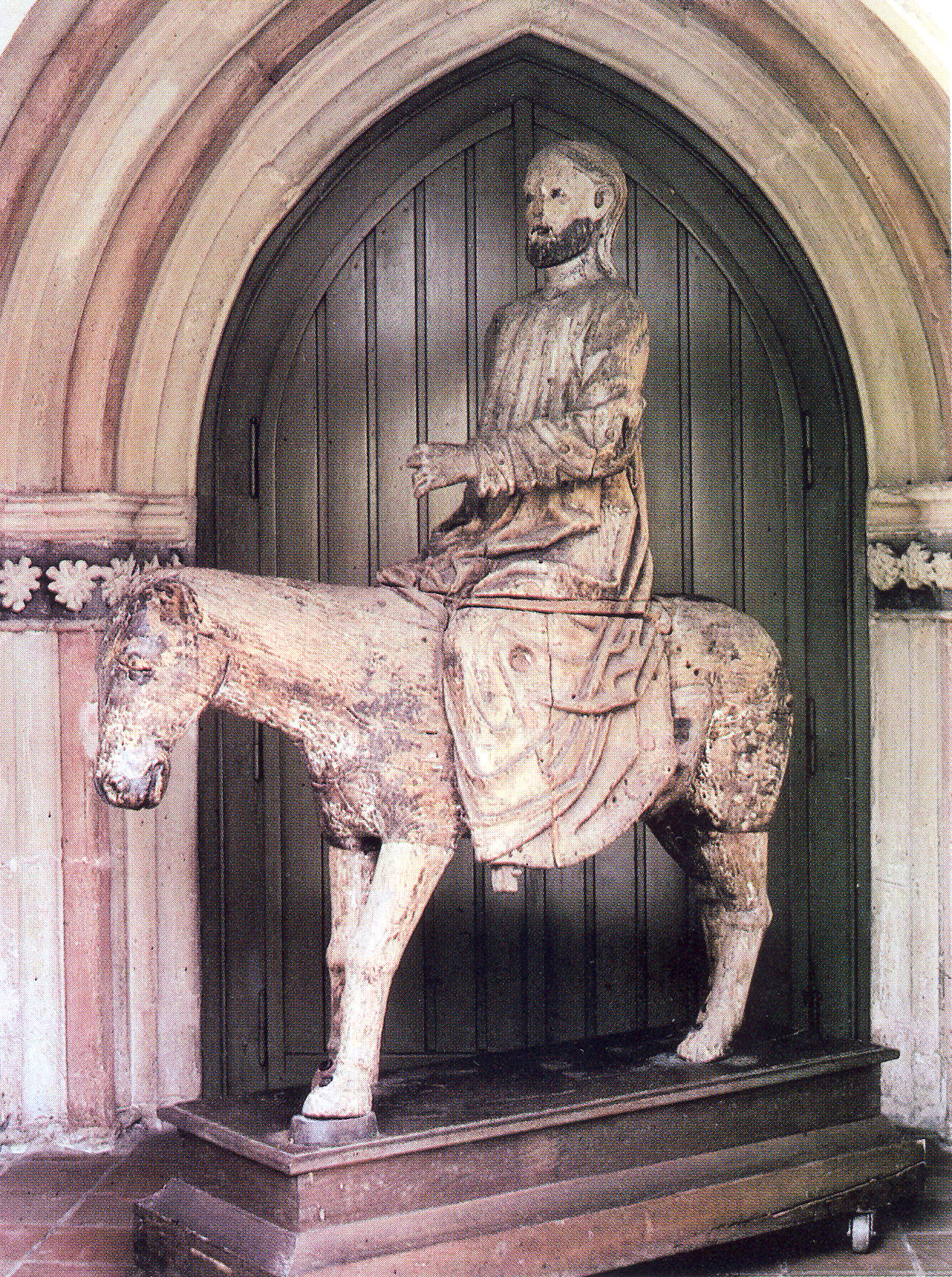
Palmezel[6] beeld in de Sylvesterkerk
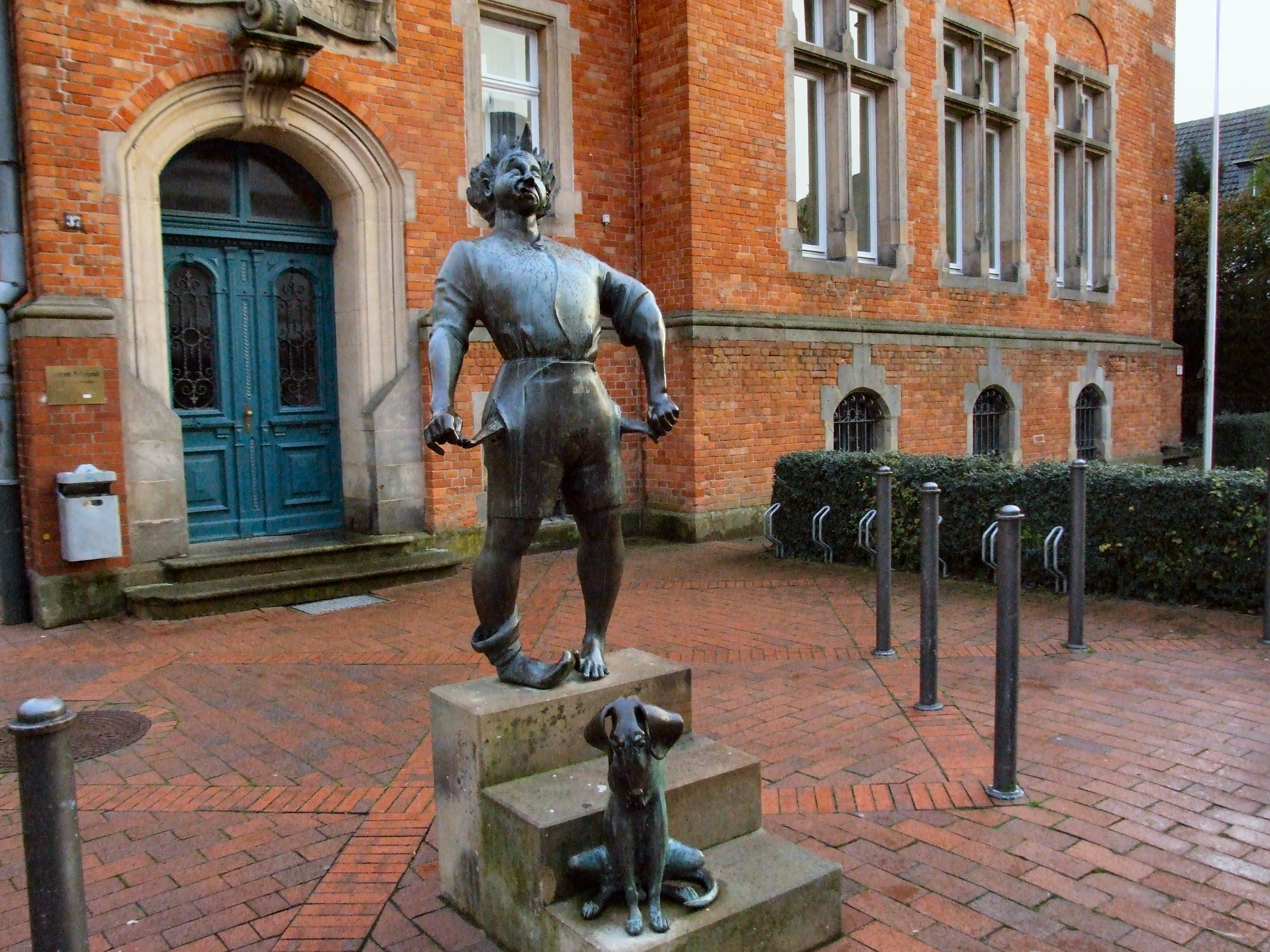
De arme belastingbetaler voor het belastingkantoor van Quakenbrück
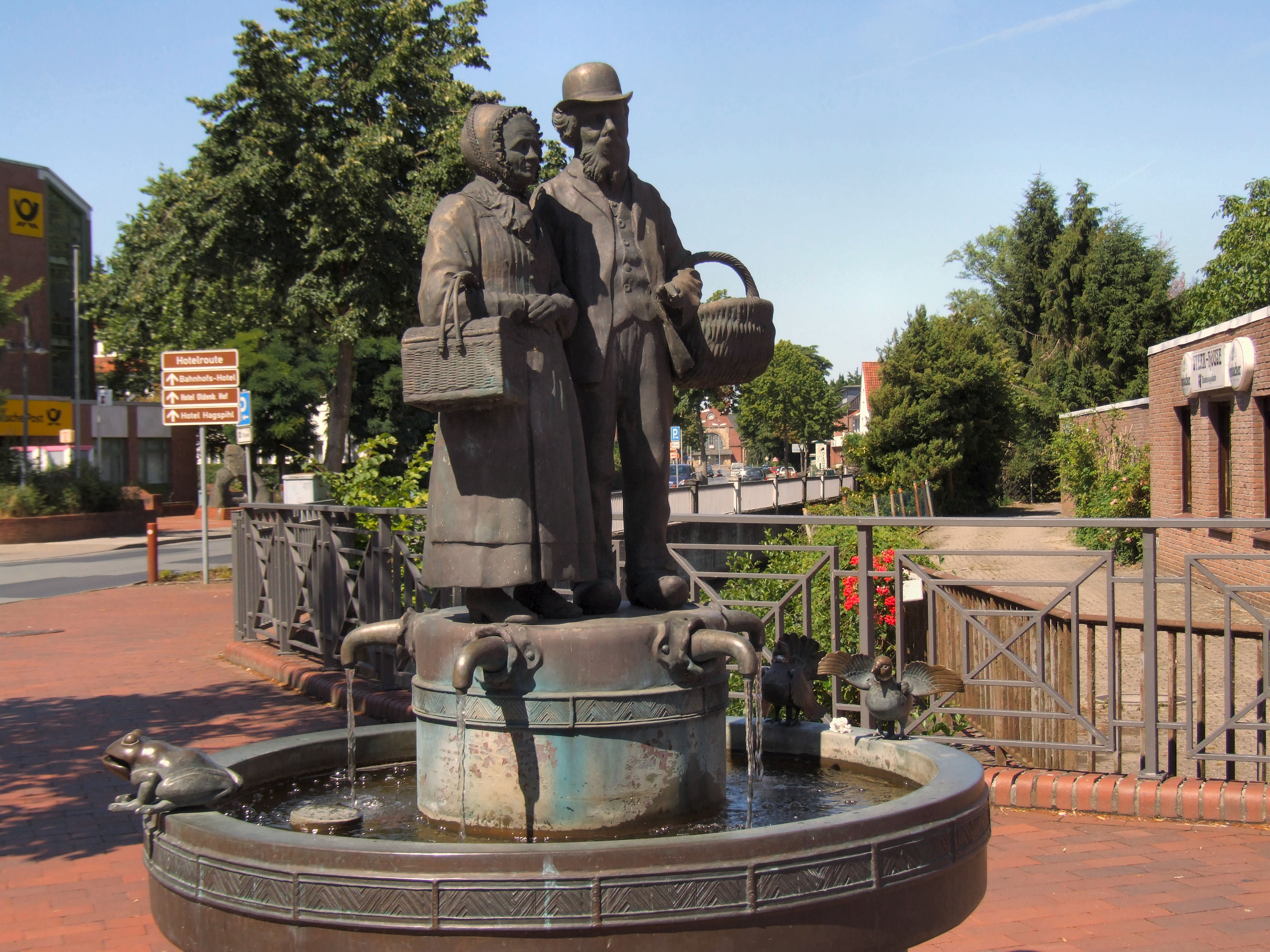
Fontein met Kessen Ülk en  Minchen, twee figuren uit de stadsfolklore van rond 1900
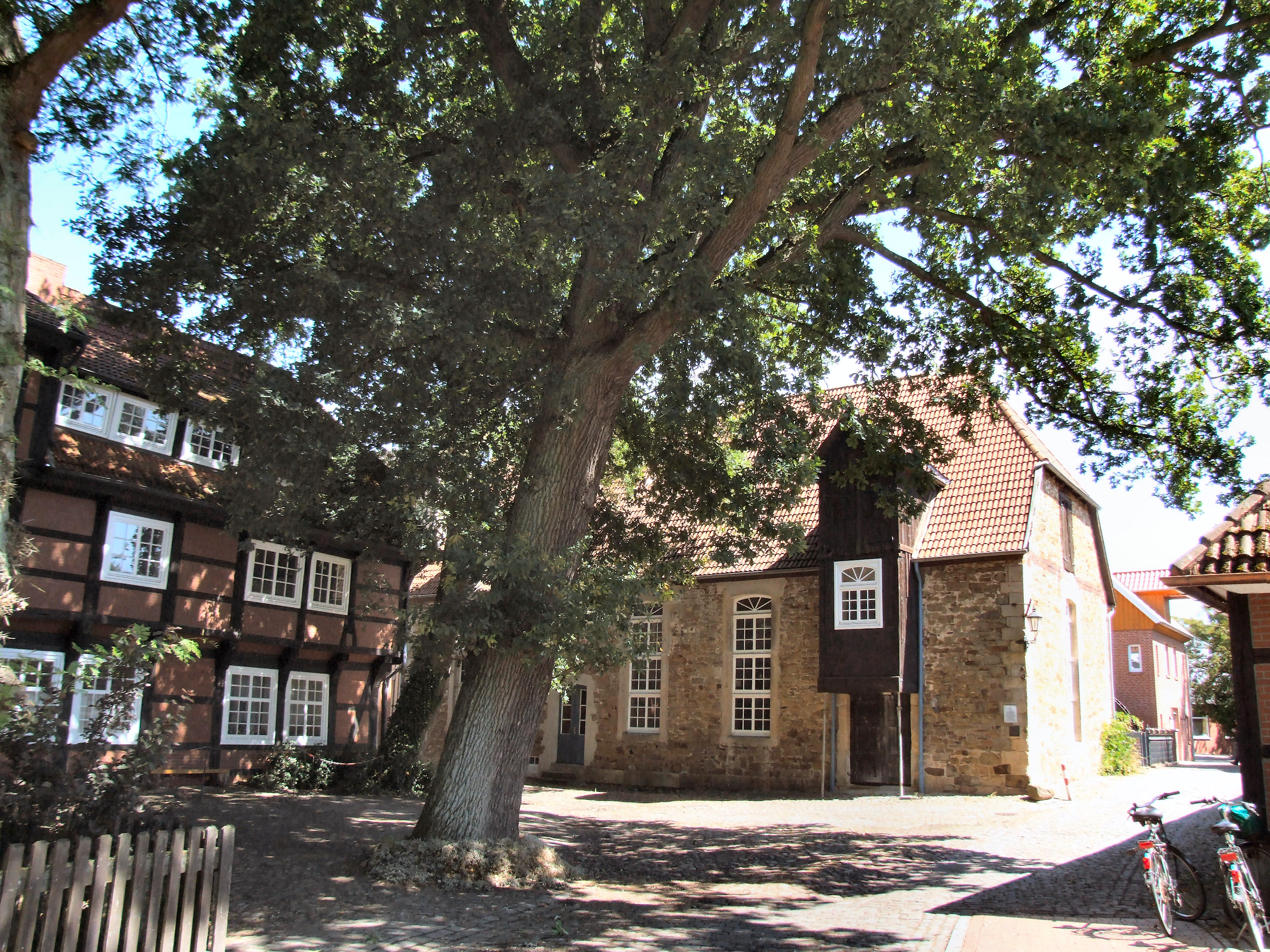
Große Mühle (rechts), Hof von Dincklage (links)
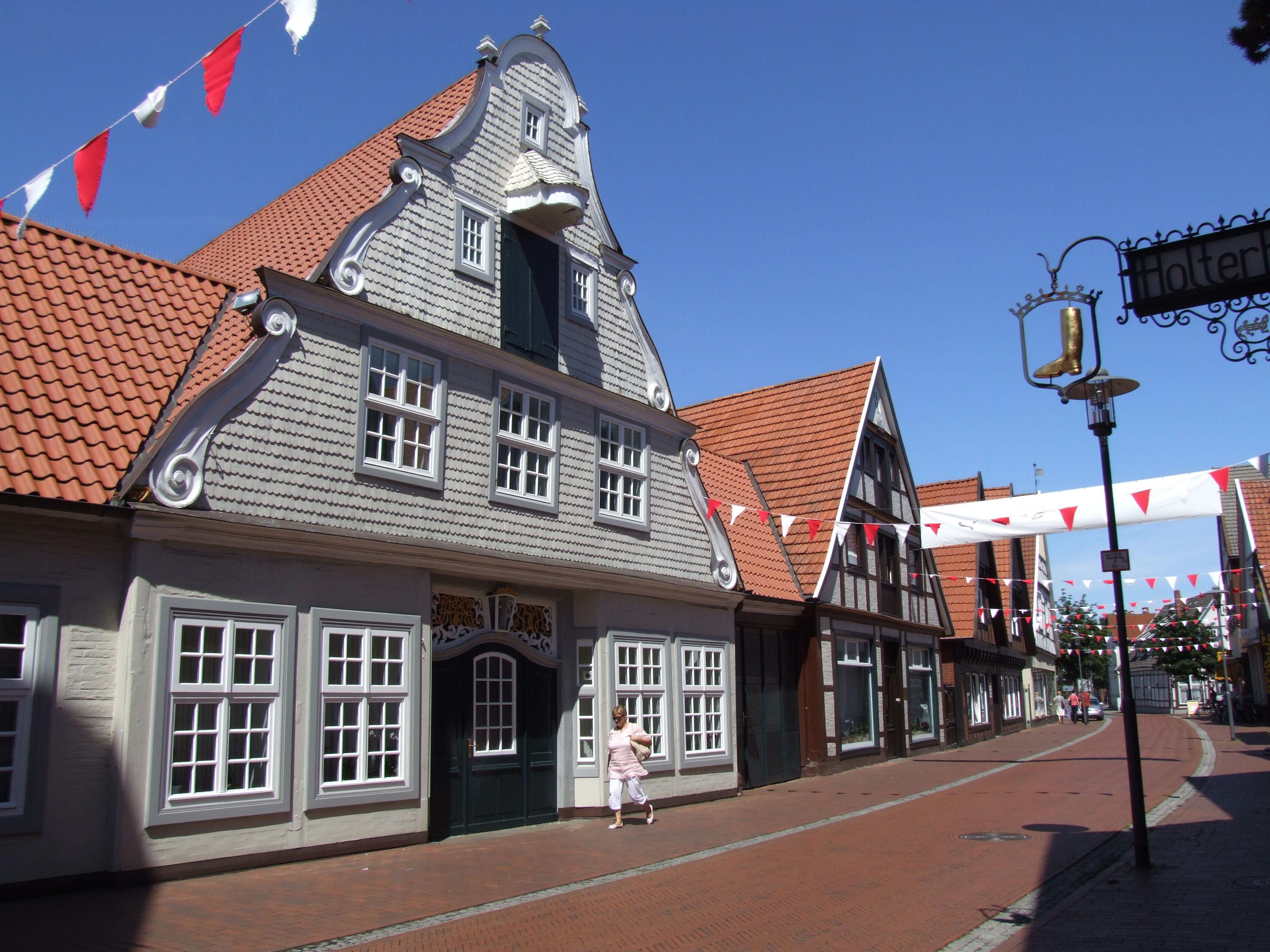
Lange Straße
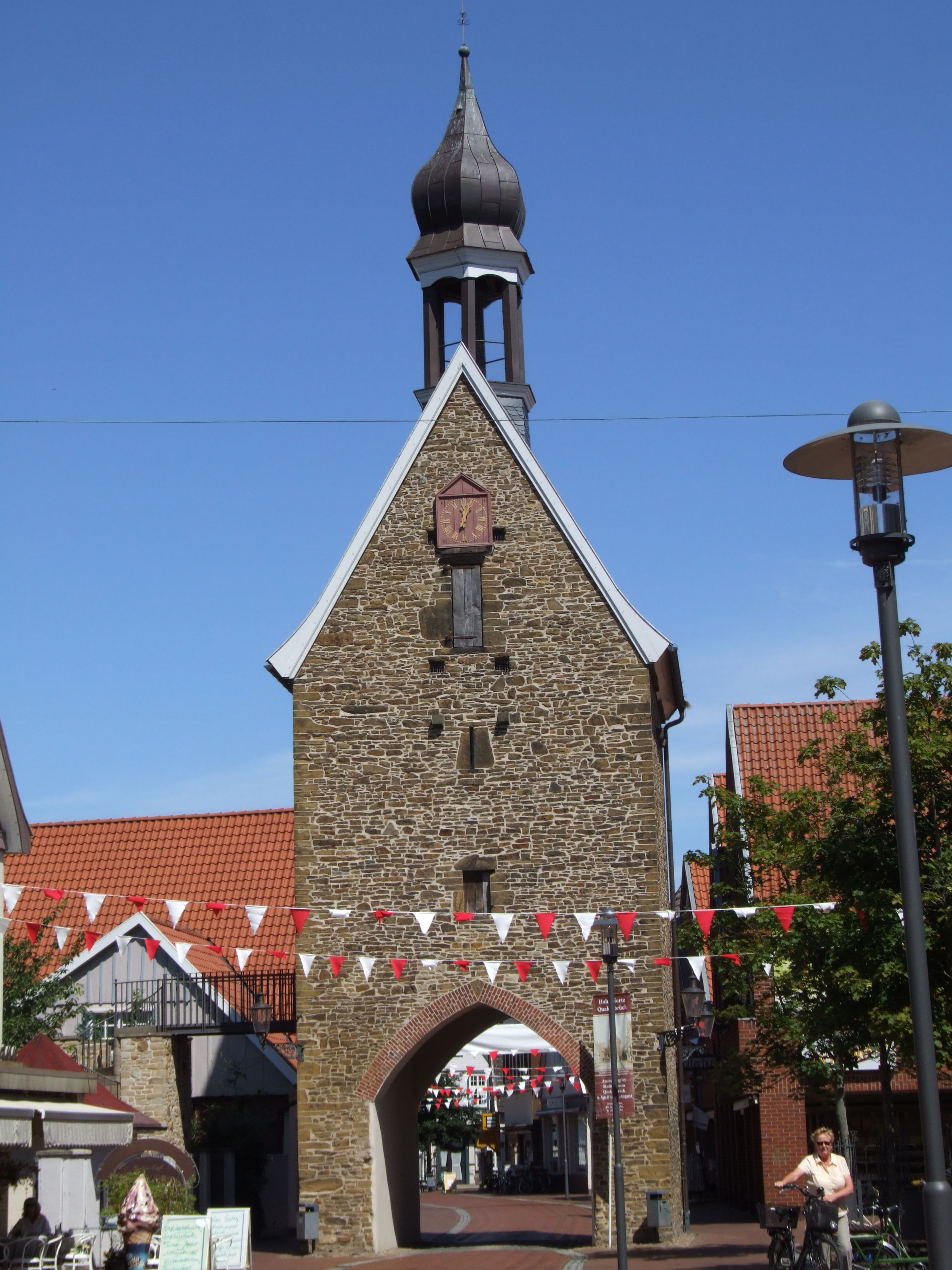
Hohe Pforte, de enige overgebleven stadspoort
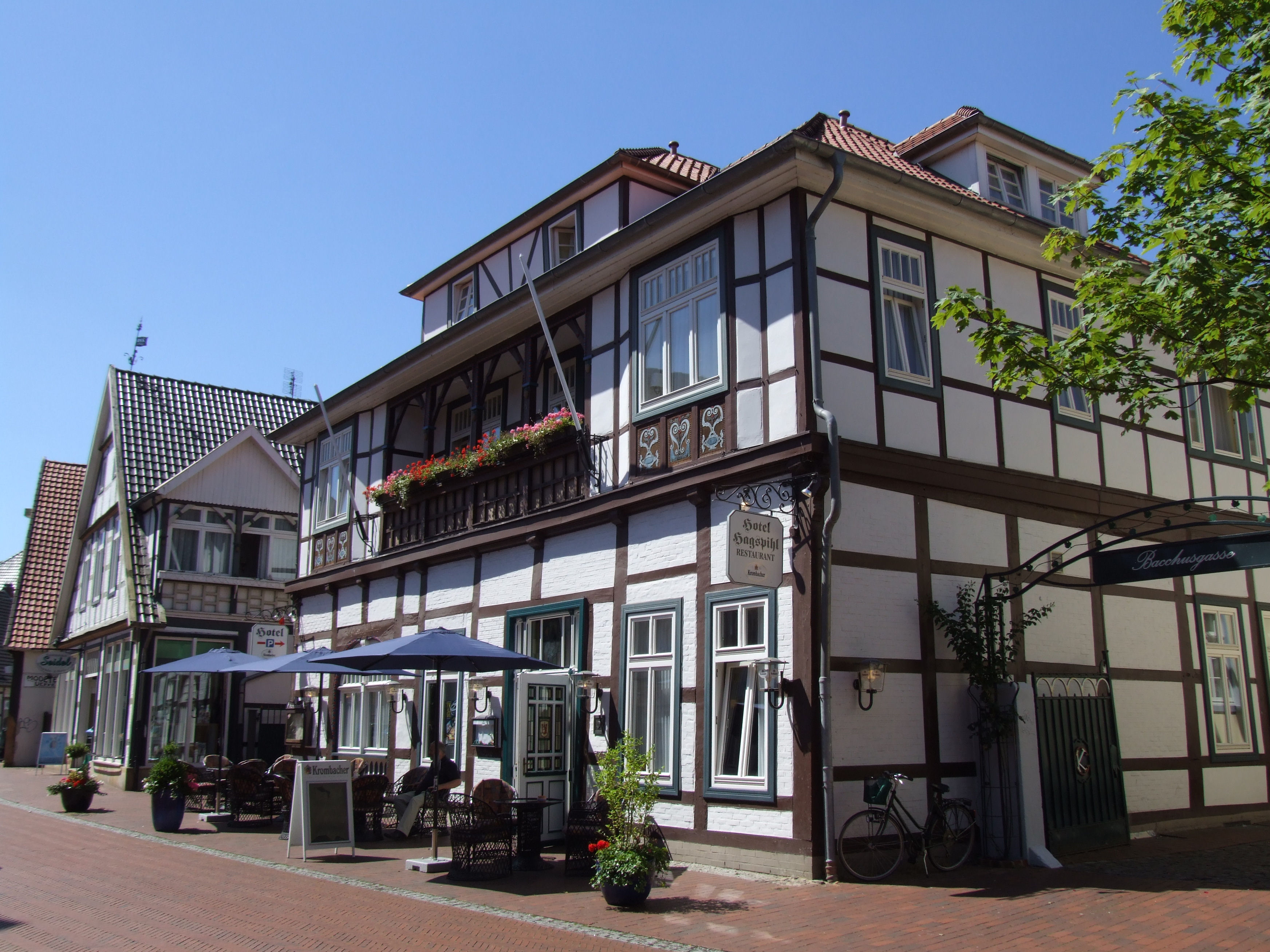
Hotel Hagspihl
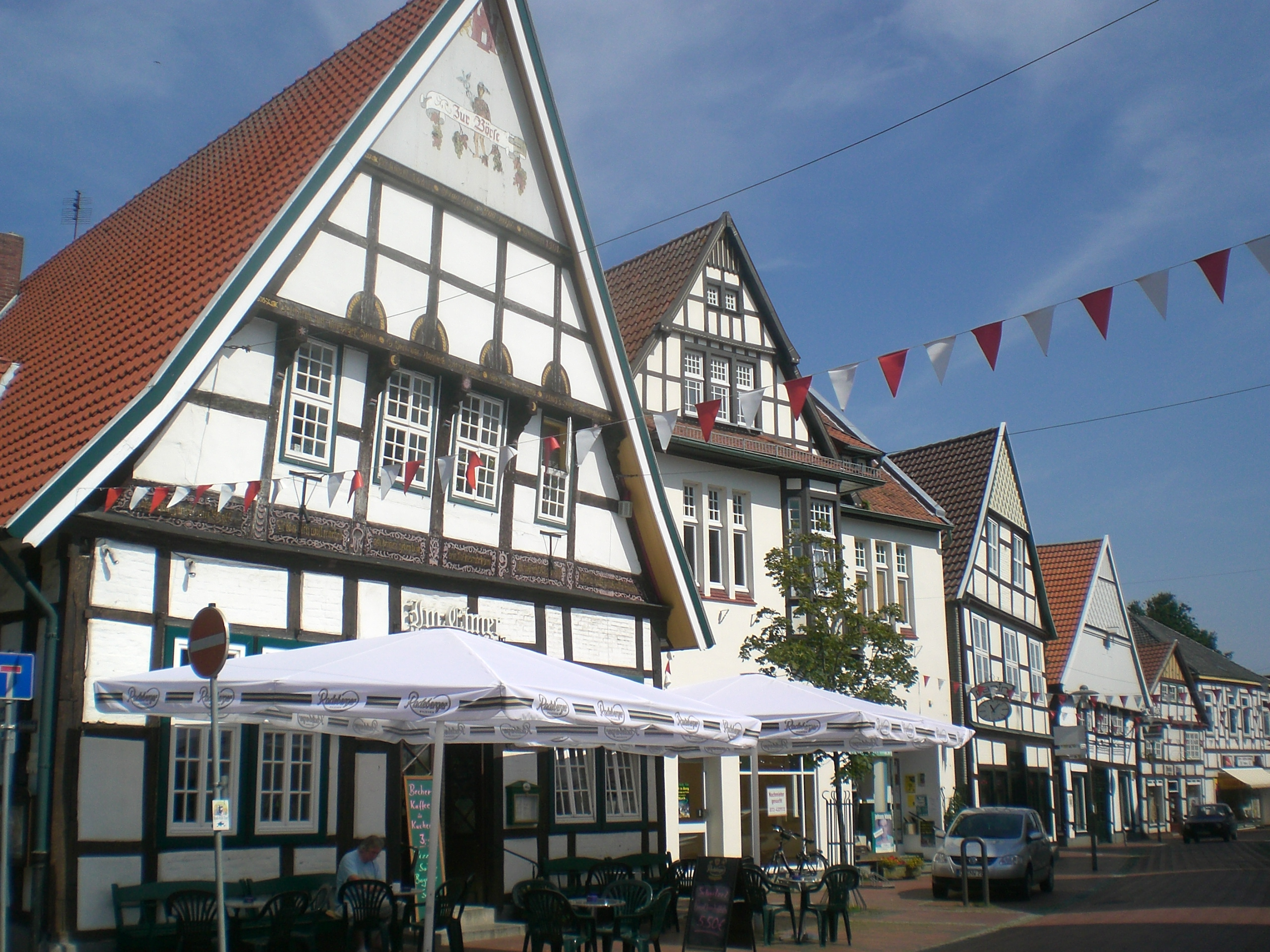
Vakwerkhuizen
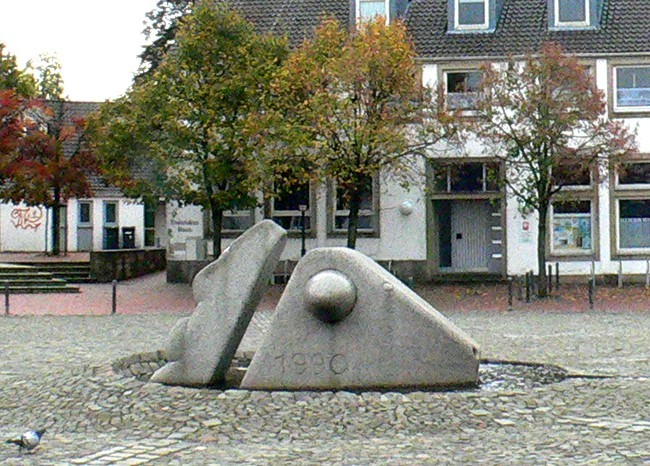
Europafontein, Marktplatz
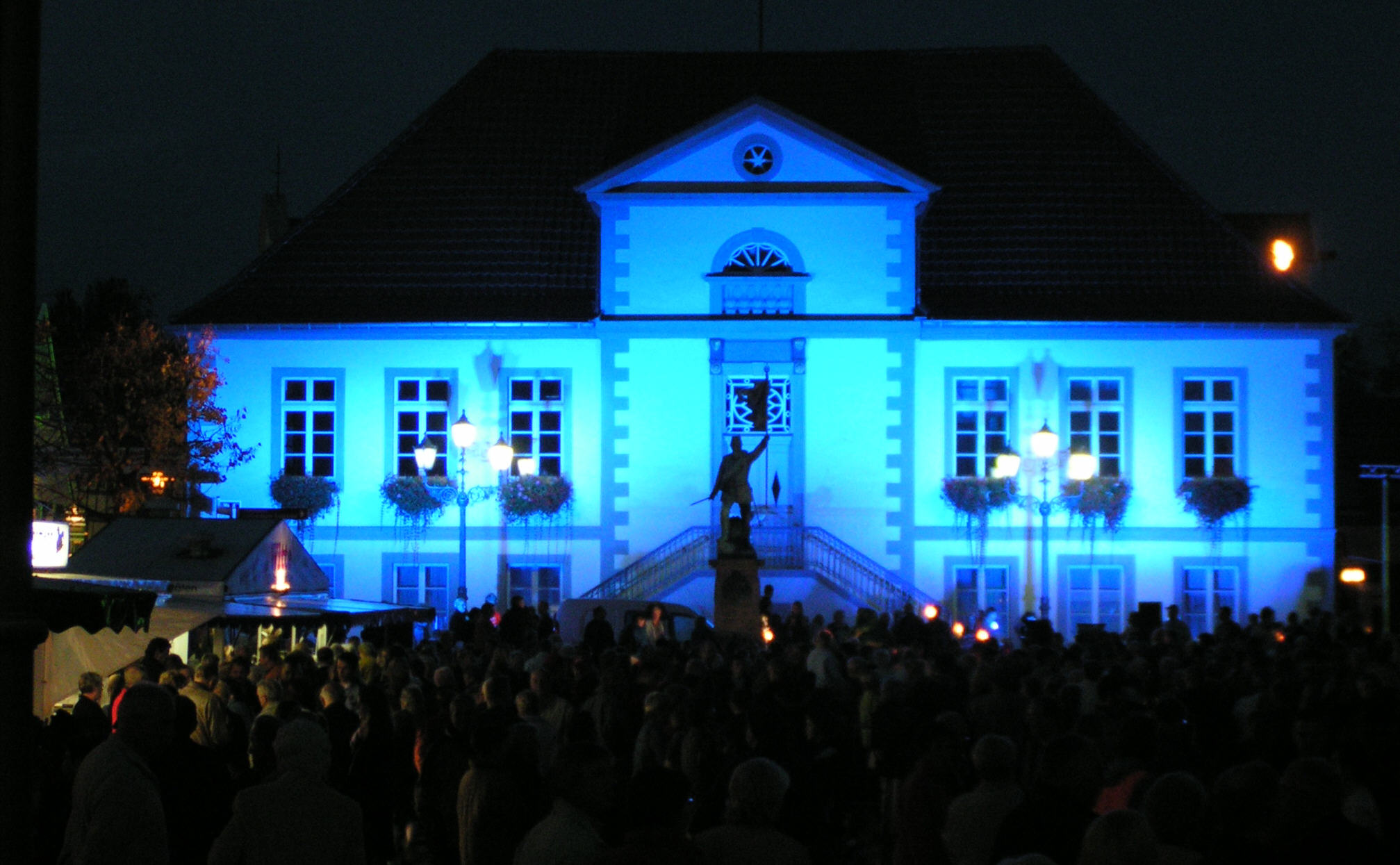
Het raadhuis van Quakenbrück bij avond
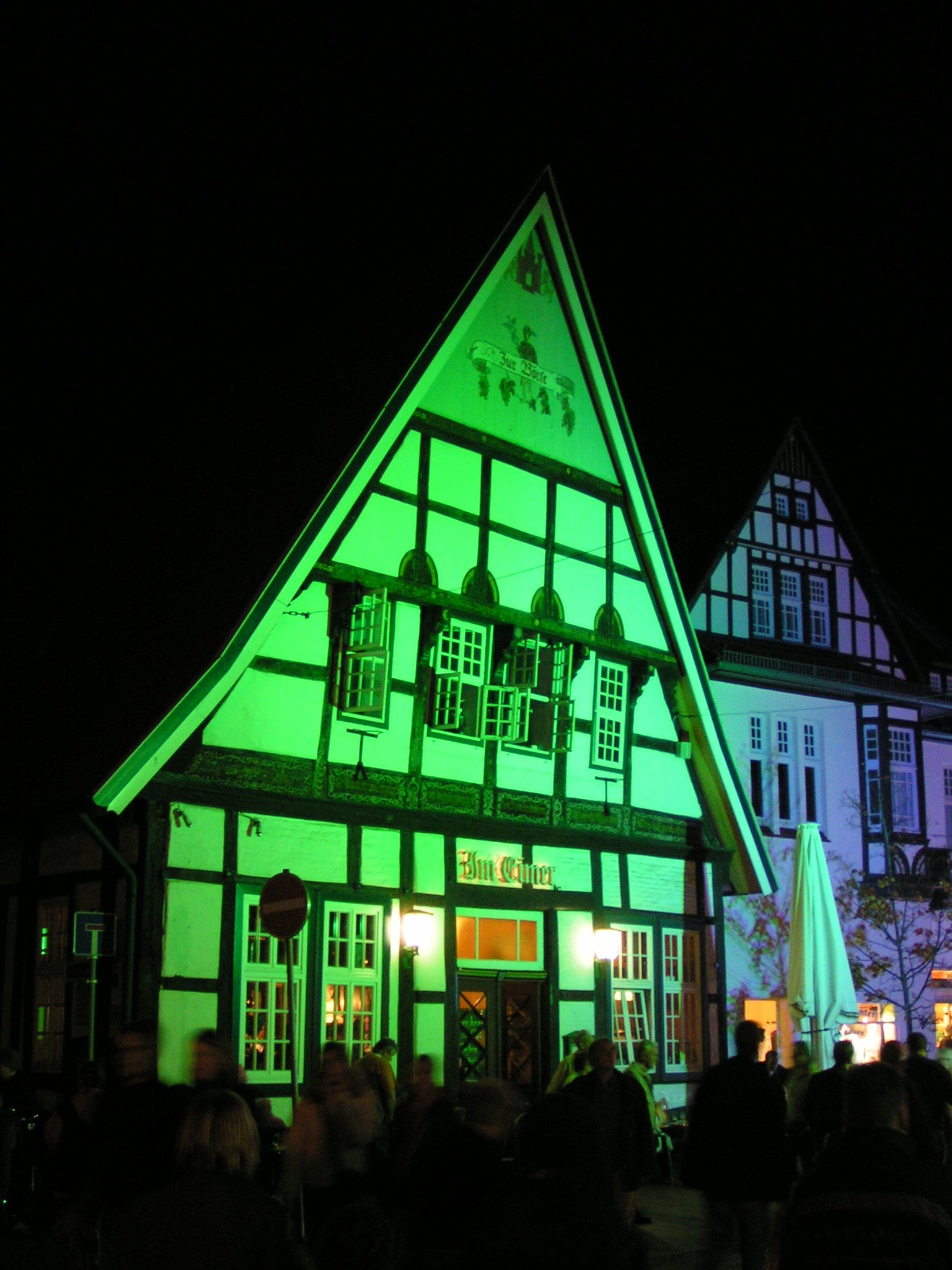
De binnenstad bij avond
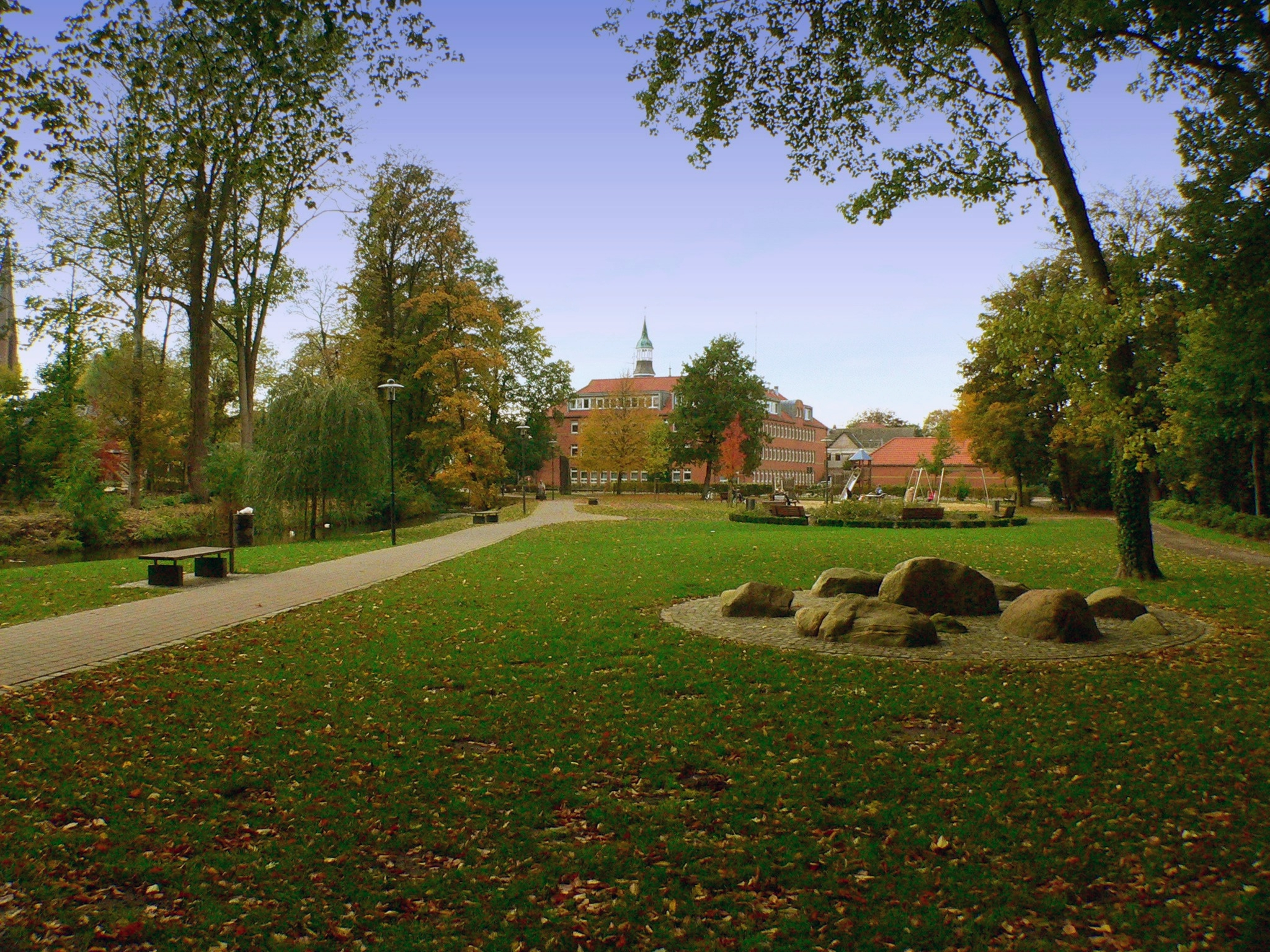
Stadspark van Quakenbrück
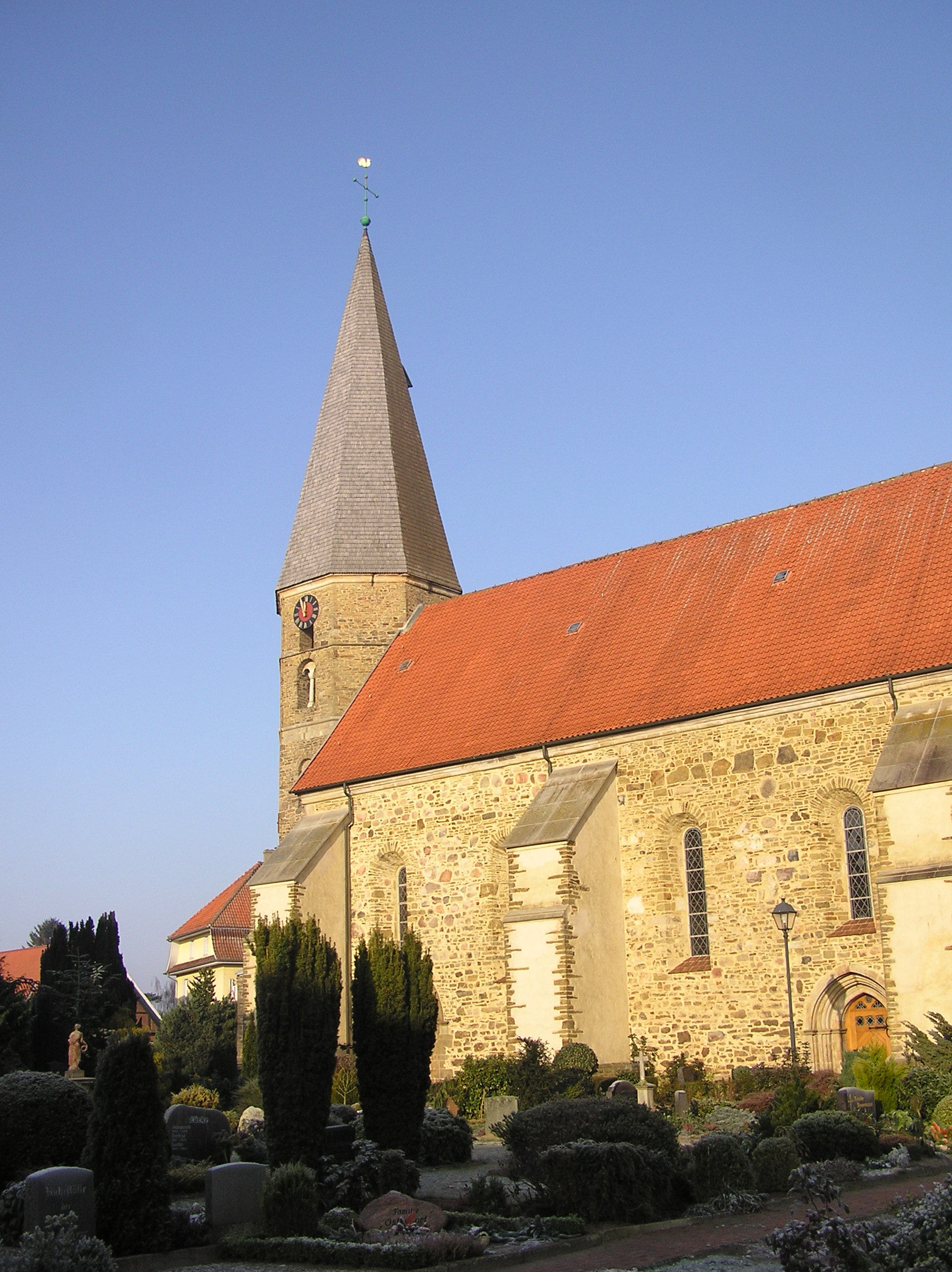
Badbergen, evangelisch-lutherse kerk Sankt Georg (Sint-Joris)
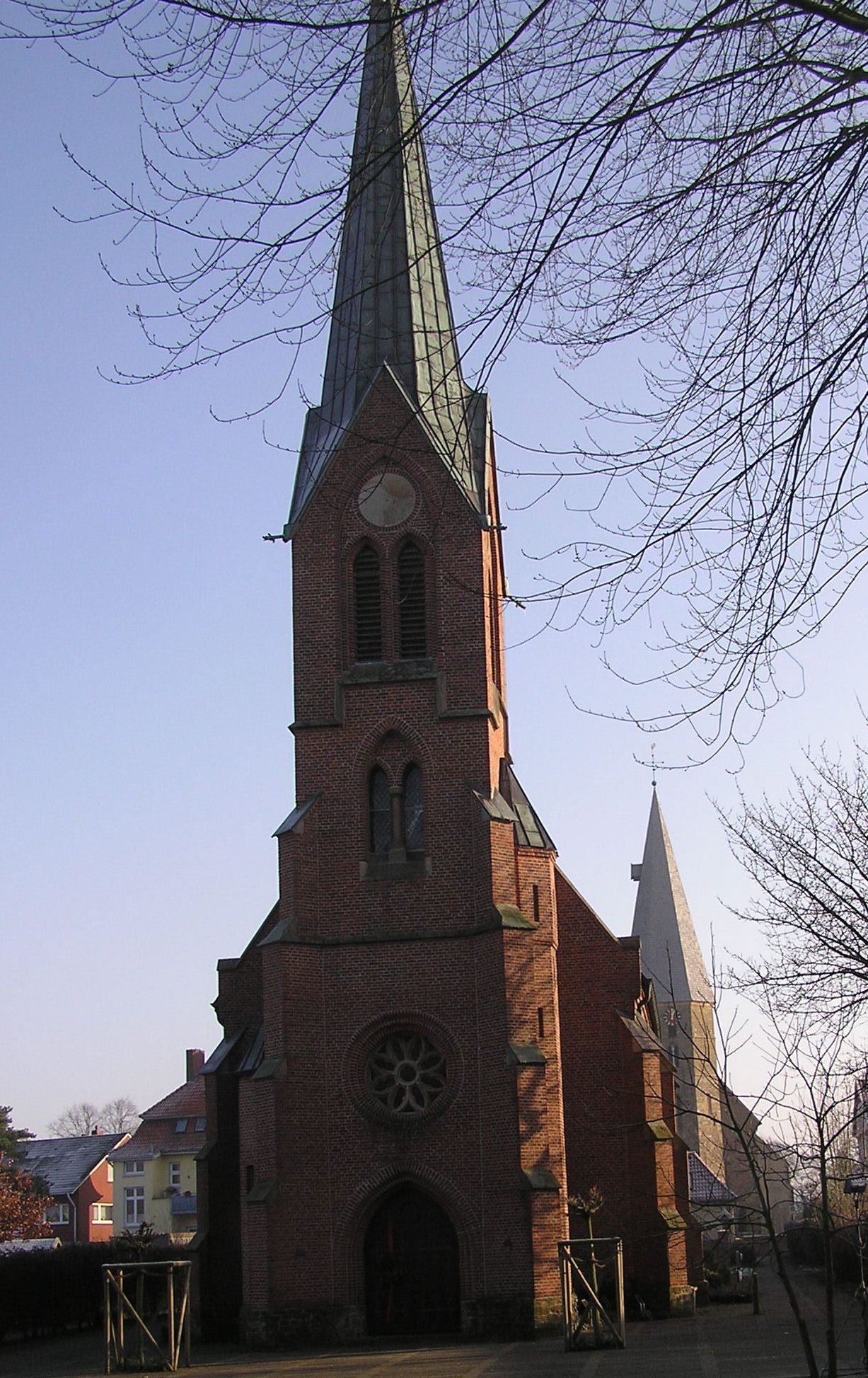
Rooms-katholieke Mariakerk, Badbergen
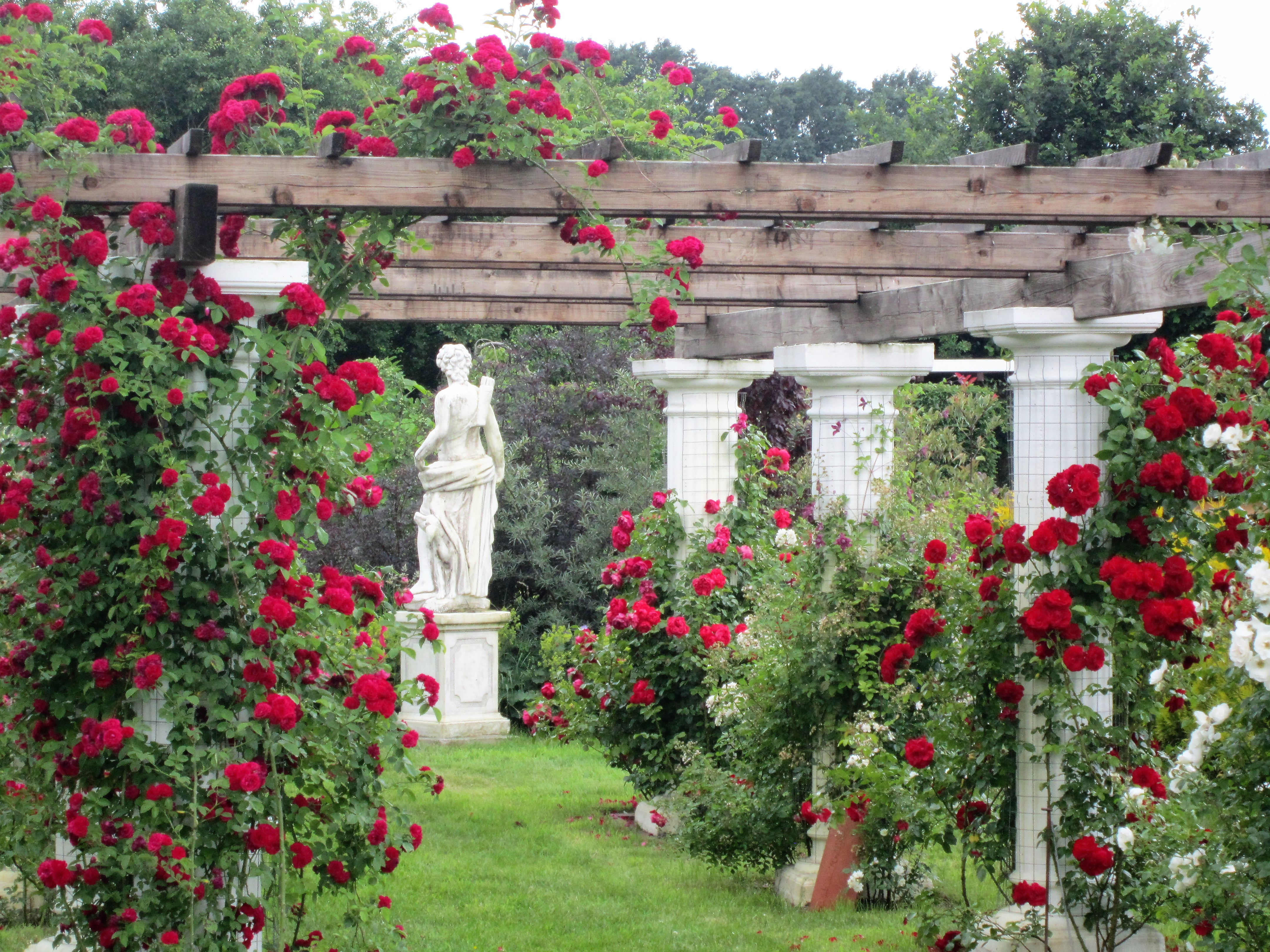
Tuin bij de windmolen in Groß Mimmelage
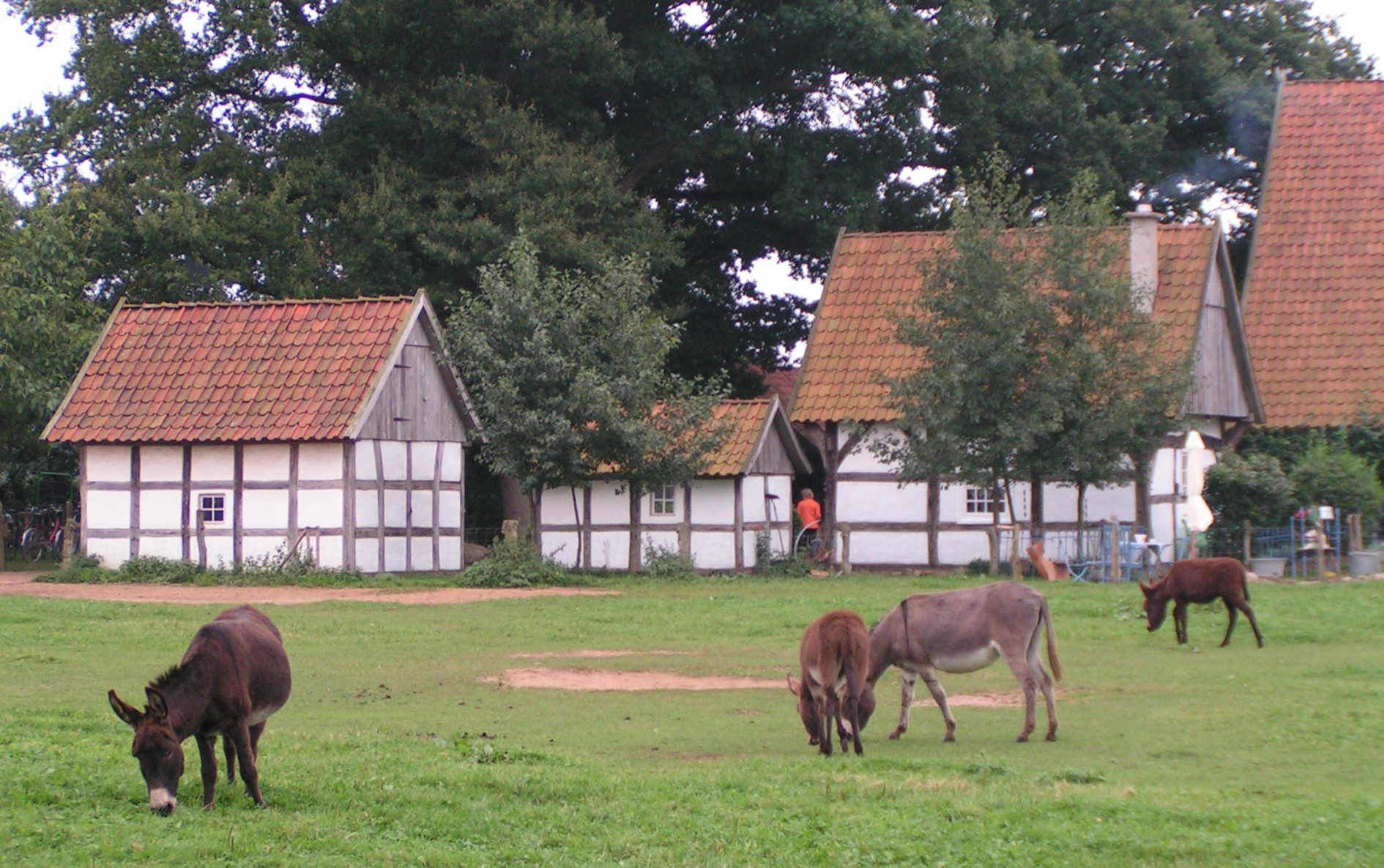
Ezelhoeve in Langen, 4 km ten zuiden van Badbergen
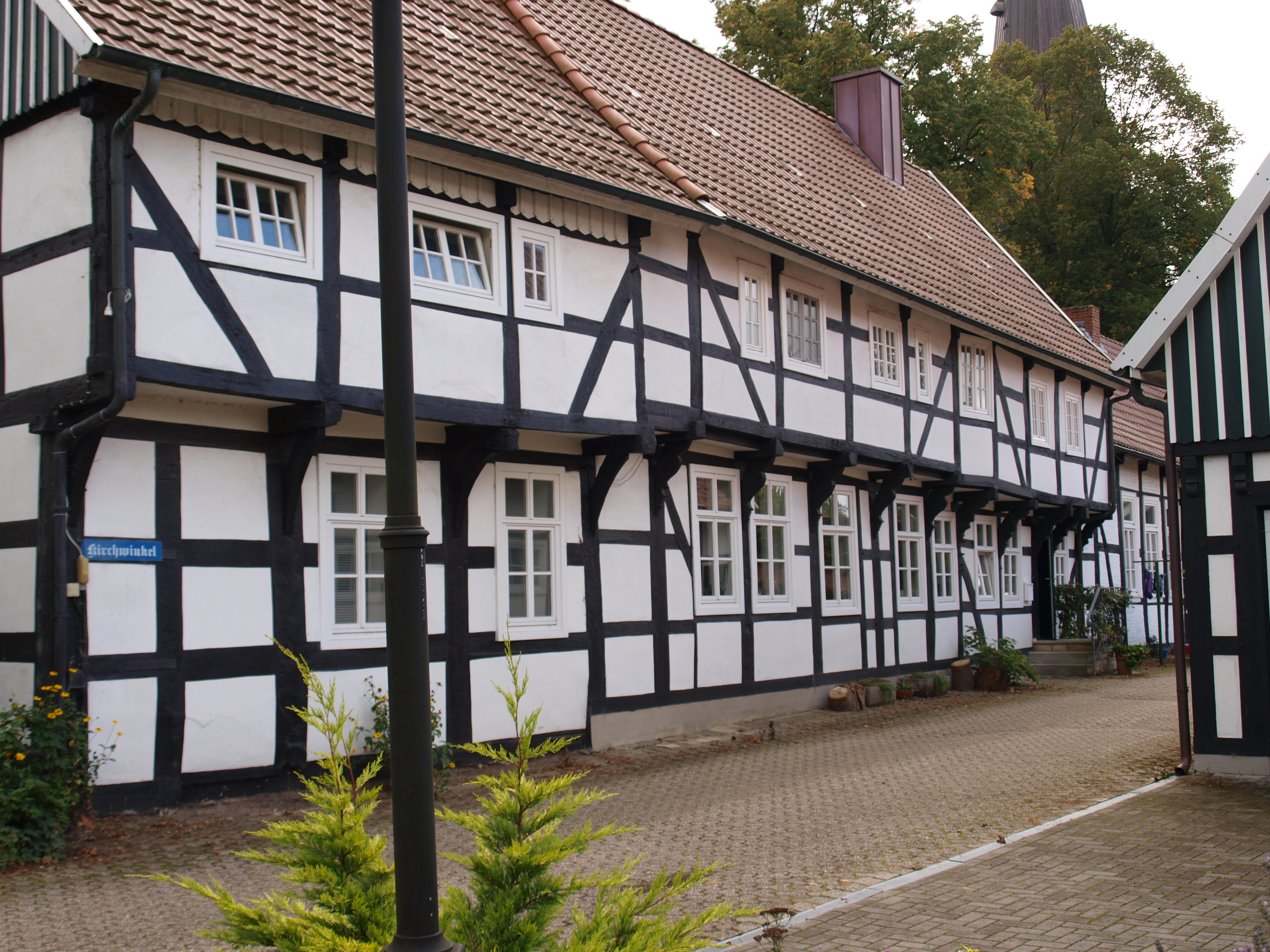
In het centrum van het dorp Menslage
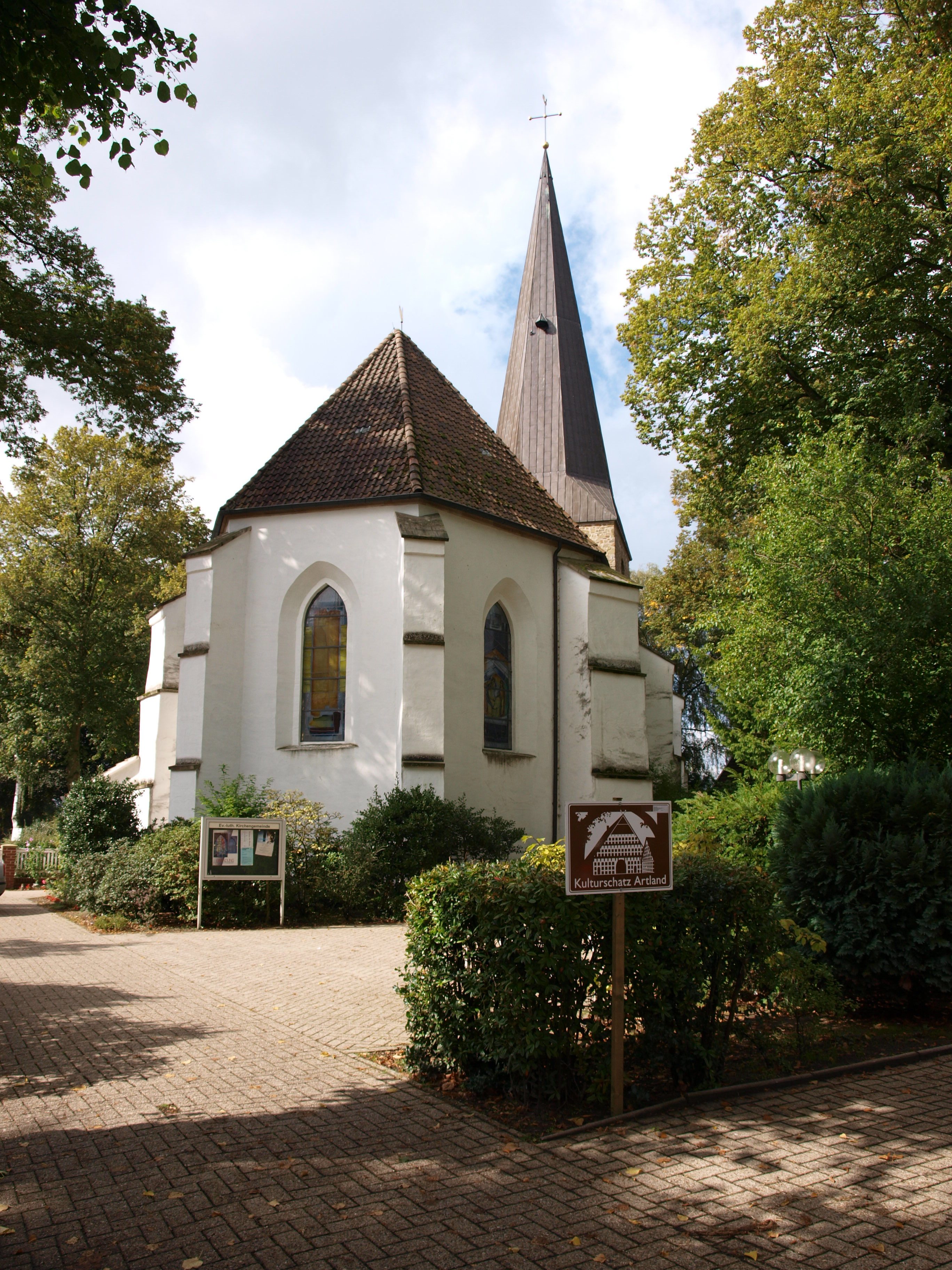
Sint-Mariakerk Menslage, evangelisch-luthers
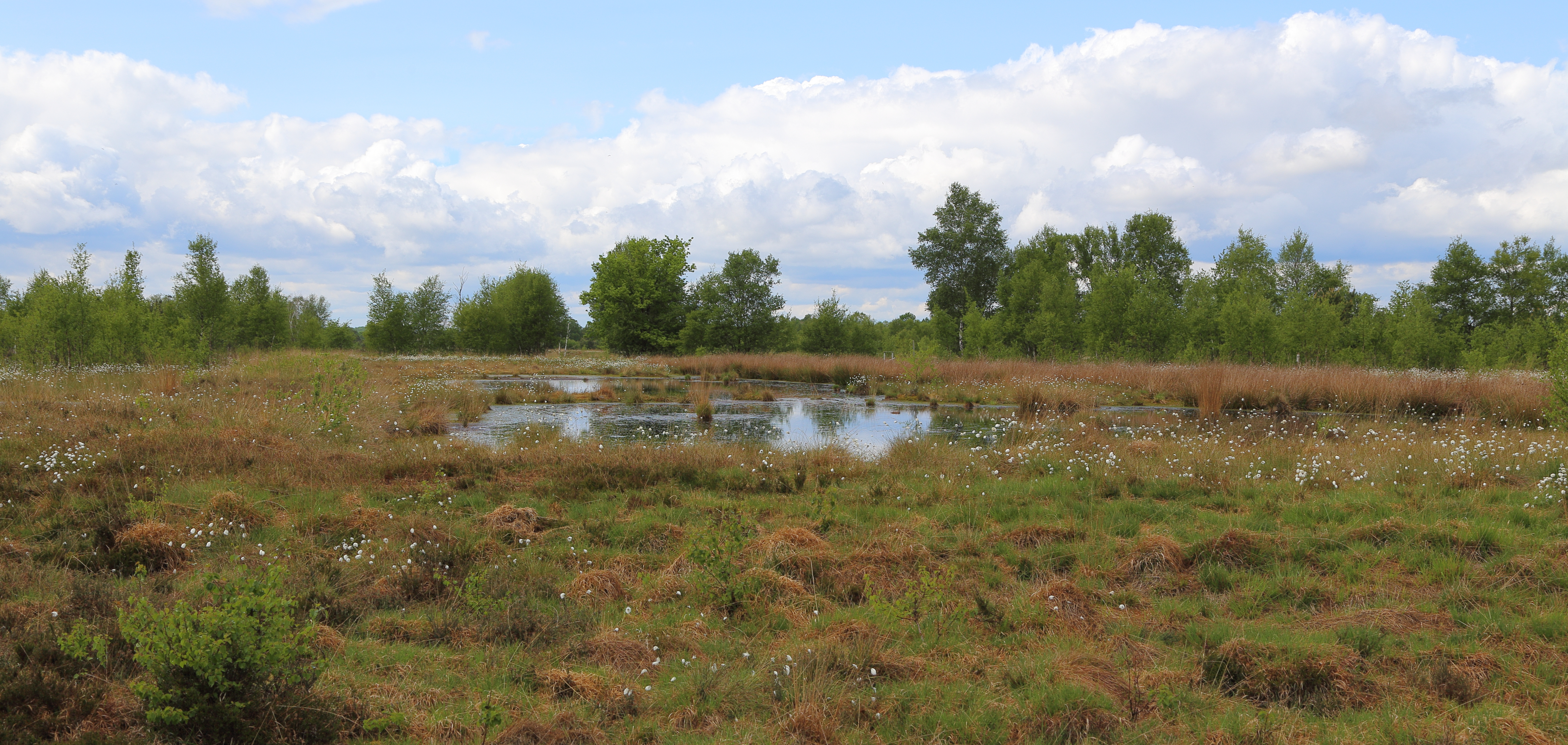
Hahnenmoor, hoogveenreservaat ten westen van Menslage

## Partnersteden van Quakenbrück
- Alençon, in het Franse departement Orne (regio Laag-Normandië).
- Conway (Arkansas),[7] in de Amerikaanse staat Arkansas, en bestuurlijk vallend onder Faulkner County.
- Dobre Miasto, in het Poolse woiwodschap Ermland-Mazurië, gelegen in de powiat Olsztyński.
- Wesenberg (Mecklenburg), in de Duitse deelstaat Mecklenburg-Voor-Pommeren, deel uitmakend van het Landkreis Mecklenburgische Seenplatte.

Daarnaast is Quakenbrück bij EUREGIO aangesloten.
Alfhausen · 
Ankum · 
Bad Essen · 
Bad Iburg · 
Bad Laer · 
Bad Rothenfelde · 
Badbergen · 
Belm · 
Berge · 
Bersenbrück · 
Bippen · 
Bissendorf · 
Bohmte · 
Bramsche · 
Dissen am Teutoburger Wald · 
Eggermühlen · 
Fürstenau · 
Gehrde · 
Georgsmarienhütte · 
Glandorf · 
Hagen am Teutoburger Wald · 
Hasbergen · 
Hilter am Teutoburger Wald · 
Kettenkamp · 
Melle · 
Menslage · 
Merzen · 
Neuenkirchen · 
Nortrup · 
Ostercappeln · 
Quakenbrück · 
Rieste · 
Voltlage · 
Wallenhorst